# キング・クリムゾン
キング・クリムゾン（King Crimson）は、イングランド出身のプログレッシヴ・ロック・バンド。
同国のミュージシャン、ロバート・フリップが主宰を務めていることで知られ、同分野で重要な位置に格付けられているグループの一つ。活動は中断期間を挟みながら50年以上に及び、ロック史に大きな足跡を刻んでいる。

## 概要
1968年12月に結成。アルバム『クリムゾン・キングの宮殿』で1969年にデビュー。以降、リーダーのロバート・フリップはバンドのメンバーを次々と替えていき、音楽性も多様に変遷を辿った。
活動は、大きく4つの時期に分けられる。
- 1960年代末 - 1970年代前半

プログレッシブ・ロック形成の時代。演奏ジャンルに明確な線引きもなく、バンド史上最も実験性（エクスペリメンタル）に富んでいた。
- 1980年代前半

管弦楽器やメロトロンを廃したギター・ロックに徹し、これまでの音楽性を転換。音響機器の飛躍的な進歩もあり、ニュー・ウェイヴの時代に沿ったスタイルを展開した。通称ディシプリン期とも呼ばれる。
- 1990年代中半 - 2000年代中半

ヘヴィメタル路線を推進したプログレッシブ・メタルを展開。メタル・クリムゾンとも呼ばれ、独自のヘヴィサウンド「ヌーヴォメタル」を創り出した。
- 2010年代中半 - 2020年代前半

公演活動にシフトし、ライブサウンドに特化。過去の作品を高度なレベルで演奏する、洗練かつ円熟した時代。
【補足】
各期の細かな分類については諸説ある。構成メンバーを基準に、“第1期”、“第2期”……などと分類する点は共通しているが、「デビューからファースト・アルバムのリリース当時」のメンバーを“第1期”、サード・アルバム『リザード』のころを“第2期”、4thアルバム『アイランズ』のメンバーを『第3期』……とする分類や、『リザード』までを“第1期”、『アイランズ』のころを“第2期”、『太陽と戦慄』から1974年解散までを“第3期”……とする分類などといったように、「アルバム自体や、その時のメンバー単位で分類する方法」と、「デビューから1974年の解散時まで」を“第1期”、「1980年代再結成からの活動期間」を“第2期”、「1994年からの活動期間」を“第3期”……と、「連続活動期間で分類する方法」などがあり、統一がなされていない。音楽評論家の市川哲史は、『太陽と戦慄』の時期を「再結成」、1980年代の『ディシプリン』から『スリー・オブ・ア・パーフェクト・ペアー』の時期を「再々結成」、1990年代のダブル・トリオの時期を「再々々結成」として、キング・クリムゾンのCDのライナノーツでもその様に記述している。ここでは、前者の分類方式に準じて述べていくが、「デビュー当初の“第1期”」後については、極力、構成メンバーやアルバム・タイトルなどで記述することとする。

## 来歴

### 1960年代 クリムゾン・キングの宮殿（1968年-1969年）
1968年、ジャイルズ兄弟（マイケル・ジャイルズ、ピーター・ジャイルズ）とロバート・フリップの3人によるバンド「ジャイルズ・ジャイルズ&フリップ」から発展。同年6月に女性ボーカルのジュディ・ダイブル（元フェアポート・コンヴェンション）と彼女のボーイフレンドだったマルチプレイヤーのイアン・マクドナルドが加わる。しかし翌7月にダイブルが抜け、同12月にフリップの古くからの友人であったボーカリスト兼ベーシストのグレッグ・レイクが参加。同11月末にピーター・ジャイルズが脱退し、フリップ、Mジャイルズ、マクドナルド、レイクとなり陣容が正式に固まった。
翌1969年初頭、ピート・シンフィールドがローディーとして加入。バンド名は加入前にマクドナルドとシンフィールドが共作した曲「クリムゾン・キングの宮殿」から採られ、「キング・クリムゾン」に決定。シンフィールドは、メンバーの反対を押し切って付けたとインタビューに答えている。本格化した活動が始まり、公開リハーサルの後、ライブ活動とアルバム制作を並行した。無償だったシンフィールドは、作詞とライブ時の照明での貢献を主張して、演奏しない正規メンバーになった。7月、ローリング・ストーンズのハイドパーク・フリーコンサートに出演して話題を呼ぶ。
同年10月、デビュー・アルバム『クリムゾン・キングの宮殿』を発表。それは今後のロック・ミュージックを左右する雛形が詰まったと言える作品で、業界からも非常に高い評価を得る。全英アルバムチャート5位まで上昇したが、当時から雑誌のレコード・レビューなどで「1969年に、ビートルズの『アビイ・ロード』を1位から転落させたアルバム」といった内容で日本盤LP帯に紹介されてしまった。
デビュー・アルバム制作当初、「ムーディー・ブルース」のプロデューサー トニー・クラークがプロデュースを担当する繋がりで、同バンドのレーベル「スレッショルド」からリリースする話もあったが、結局はクラークと制作面の相違で決裂。最終的にバンドがプロデュースして「アイランド・レコード」からのリリースとなった。曲作りの核となる役割を担ったのはマクドナルドとシンフィールドだった。キーボード（メロトロン）、サックス、フルートを導入し、新たな音楽を創造したマクドナルドの功績は大きいとされている。
1stアルバム発表後、マクドナルドとジャイルズは同年末で脱退し、ロック・デュオ「マクドナルド・アンド・ジャイルズ」結成に向かう。これによりオリジナル・ラインナップは早くも崩壊し、アルバム僅か一枚の短命で終わる。

### 1970年代 アイランズ期（1970年-1972年）
バンドは崩壊後も契約消化のため、アルバム・リリースを継続せねばならなかった。1970年からの新アルバム制作にサックス及びフルート奏者 メル・コリンズが正規加入、脱退していたジャイルズ兄弟らの協力やゲストプレイヤーを招いて、セカンド・アルバム『ポセイドンのめざめ』を完成させた。ただし、グレッグ・レイクが4月以降からレコーディングに来なくなり、そのまま脱退。「エマーソン・レイク・アンド・パーマー」結成に動き出していた。そのためライブツアーは実施されていない。その後、ボーカリスト兼ベーシスト ゴードン・ハスケルとドラマー アンディ・マカロックを正規メンバーに迎えた上に、ゲストプレイヤーの協力も仰いで、サード・アルバム『リザード』を制作して同年末リリース。ライブツアーを実施しようとしたが、リハーサル段階でハスケルとマカロックが脱退したので頓挫した。
1971年初頭、残った正規メンバー フリップ、コリンズ、シンフィールドは、ライブ活動ができる状態を模索する。まずボーカリスト ボズ・バレルとドラマー イアン・ウォーレスを獲得。そしてベーシストは適任者探しが難航した末、バレルが兼任するという形に決まり、フリップがベースギターの素人であったバレルに奏法を教授した。新作アルバムの制作に入る前に、4月からドイツや英国ツアーで1年以上ぶりのライブ活動を行う。
同年夏、新作アルバムの制作に着手し、並行して英国ツアーを継続。11月からは北米ツアーに入る。この間メンバー同士の確執が浮き彫りになる。特にフリップとシンフィールドの、ブレーン両名の険悪化は致命的であった。そんな中の同年末、4thアルバム『アイランズ』を発表。そしてシンフィールドは解雇された。さらに翌1972年早々のリハーサル段階でもフリップと残りのメンバーとの間の意見統一ができず、結局フリップはバンドの解散を決意。マネジメント側は既に北米ツアーの向こう2ヶ月のスケジュールを組んでいたため、4人は渋々同意して渡米し、ツアーが終了した同4月頭に解散した。
後年のウォーレスの回想では、「ツアーが進むにつれフリップとの確執が徐々に改善されていき、最後の頃には解散を回避できないかボズと二人でフリップに話したが、すでにビル・ブルーフォードらとの次期構想が進行しており叶わなかった」と明かされている。フリップは、この時期のバンド解消を「彼らとではアイデア（後の『太陽と戦慄』路線）を具体化できなかったから」と説明している。
ツアー終了後フリップのみ帰国し、残りの3人は遠征先で意気投合したアレクシス・コーナーとバンド「スネイプ」を結成。同年6月、初のライブ・アルバム『アースバウンド』を廉価版にてリリース。内容はメンバー同士の対立が深まる北米ツアーの爆発寸前の驚異的な演奏がカセットレコーダーによって録音されたもので、劣悪な音質も相まって後々まで批評を受けた。
その後ボズは、ポール・ロジャースのバンド「バッド・カンパニー」のベーシストとして参加。シンフィールドはグレッグ・レイクの呼びかけに応じて「エマーソン・レイク・アンド・パーマー」に作詞で協力し、ソロ・アルバム『スティル』を発表した。

### 1970年代中半 インプロビゼーション期（1972年-1974年）

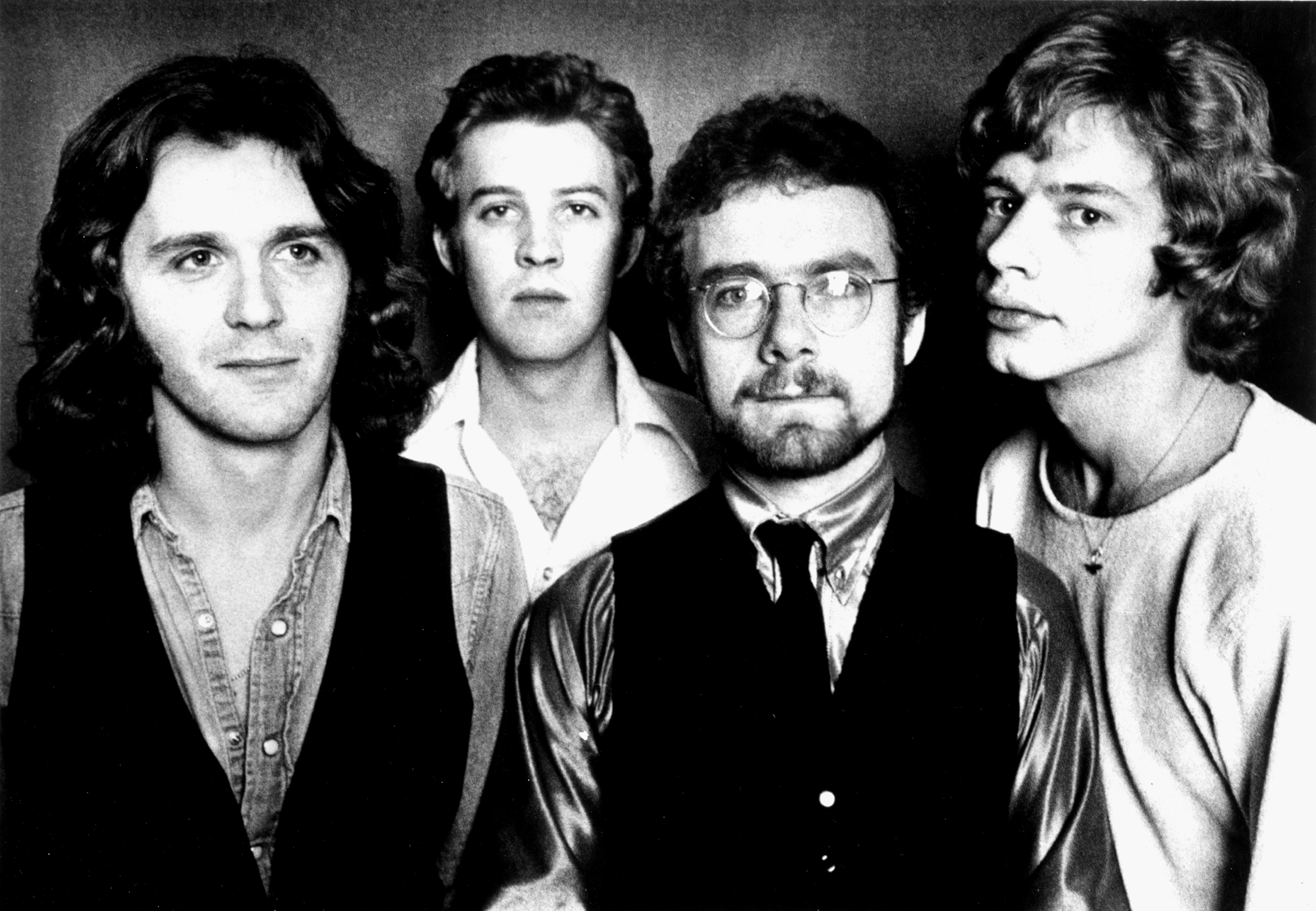
当時のラインナップ（左からウェットン、クロス、フリップ、ブルーフォード）

解散が決定した1972年初頭からの北米ツアーの期間中フリップは、既に次期クリムゾン再開に向けての青写真を描いていた。同年夏、ドラマーのビル・ブルーフォードを「イエス」から獲得。「ファミリー」のベーシスト兼ボーカリストでフリップの大学時代の友人ジョン・ウェットン、デレク・ベイリーが主宰しクリムゾンが影響を受けた即興集団ザ・ミュージック・インプロヴィゼーション・カンパニーのパーカッショニスト ジェイミー・ミューア、そして新鋭のキーボード兼ヴァイオリニスト デヴィッド・クロスが集結し夏からリハーサルを重ね、同年10月から再始動。即興演奏(インプロビゼーション)を主体に、新たな楽曲を生み出す技巧派集団に生まれ変わった。

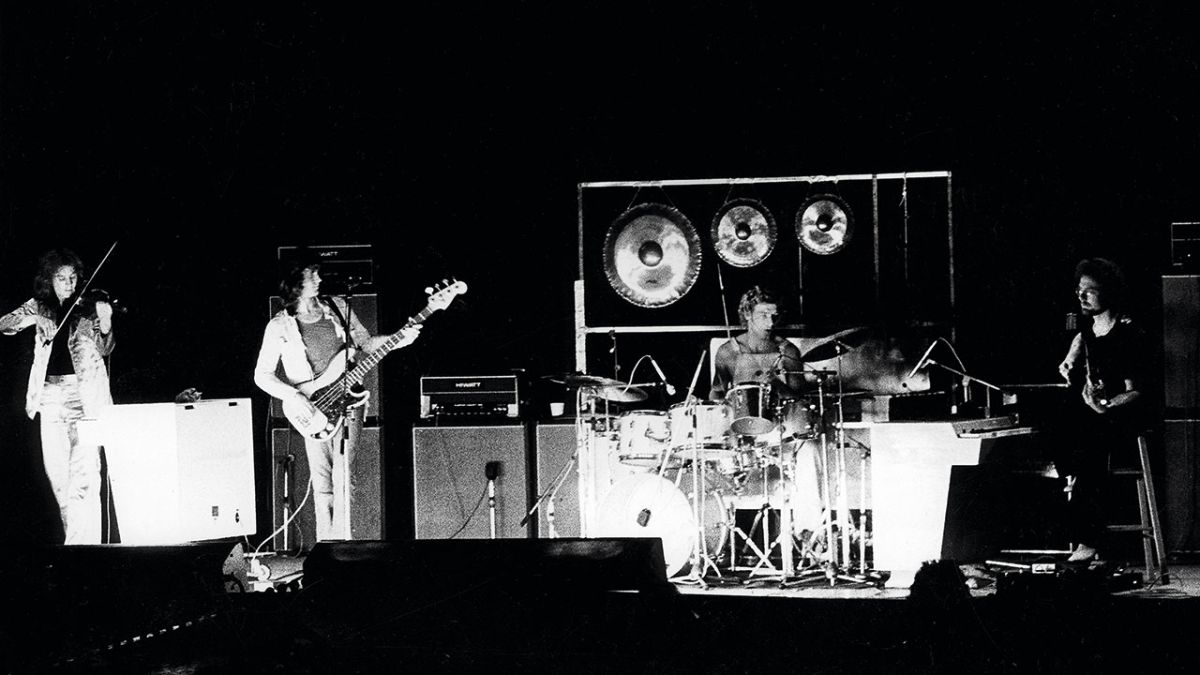
1973年ライブ・ツアー

ここで再びバンドとしてのピークを迎え、5th『太陽と戦慄』6th『暗黒の世界』7th『レッド』の3枚のアルバムをメンバー変遷を経ながらもリリースし、ライブ・ツアーも精力的にこなした。
しかし、ミューアは『太陽と戦慄』発表前の早々に脱退。1974年にはデヴィッド・クロスとヘヴィ志向のウェットンとの間で音楽的衝突が浮き彫りになり、クロスを一方的に解雇し、アルバム『レッド』制作の頃は正規メンバーがフリップ、ウェットン、ブルーフォードの3人に減少していた。
ウェットンの呼び掛けにより、数名の旧メンバーがゲスト参加してアルバムを完成させたが、リリース直後にフリップは解散を宣言。直前まではメディアに、ゲストで参加したかつての創設メンバー イアン・マクドナルドを再度迎えてのバンド継続も匂わせていたが、フリップは自身だけでも脱退するつもりでいた。実際の裏側では、スティーヴ・ハケット（ジェネシス）を自分の後任候補に据えての存続をフリップは提案していたが、マネジメント側に却下されていた事実が後年に明かされている。
解散後の1975年に、北米ツアーのライブを収録したアルバム『USA』をリリース。元音源にはヴァイオリン兼キーボード（主にメロトロン）担当のデヴィッド・クロスが参加していたが、数曲が編集段階でエディ・ジョブソンの演奏に差し替えられている（またこの頃、「太陽と戦慄 パート2」(5thアルバム『太陽と戦慄』収録）に酷似した曲が映画「エマニエル夫人」で使用され、フリップの訴えによる裁判が行なわれている。裁判後に和解）。

### 1980年代 ニュー・ウェイヴ期（1981年-1984年）
解散から7年後の1981年、フリップは、かつてのメンバーであるビル・ブルーフォードと共同で、「ディシプリン」という名のプロジェクトを開始した。アメリカ人ベーシスト、トニー・レヴィンが加入。2人目のギタリスト兼ボーカリストに、アメリカ人のエイドリアン・ブリューが参加した。この4人からなる新グループは、契約しているレーベルの商業的意向もあって再び「キング・クリムゾン」の名義で活動を再開する。
しかし1970年代までのスタイルからは打って変わり、管弦楽器を廃してギター・ロックに徹し、ポリリズムや当時ムーブメントになっていたニュー・ウェイヴの要素を取り入れるなど、音楽性が劇的に変化していた（2本のギターとスティックによる複雑なアルペジオの絡みが特徴的）。このような形での再結成に対して批判の声も聞こえ、「キング・クリムゾンがトーキング・ヘッズ化した」という批判も一部から出た。旧メンバー ジョン・ウェットンも当時、「英国人以外が参加しているこのラインナップを、クリムゾンとして認めない」旨の発言をしている。
同1981年9月、当初のバンド名をセルフタイトルとした8thアルバム『ディシプリン』リリース。同1981年（昭和56年）12月に初来日し、渋谷公会堂、浅草国際劇場を始めとする全国ツアーを行なった。
1982年、9thアルバム『ビート』を発表。元々『ディシプリン』のみのプロジェクトであったため新素材がほぼ皆無で、準備不足のなか創作に苦労したエピソードを、後に明かしている。
1984年リリースの10thアルバム『スリー・オブ・ア・パーフェクト・ペアー』に至っては、メンバーのモチベーションはもはや低下した中で制作された。同年（昭和59年）春に再来日し、北米ツアー後の7月に解散を決定する。フリップは「レーベルとの契約は、アルバム3枚リリースが条件であった。本来意図したアイデアは『ディシプリン』で完結している」と後年に明かしている。

### 1990年代 ダブルトリオ期（1994年 - 1996年）
1980年代末頃からフリップの活動も活発になり、再び再結成の機運が高まっていく。1992年にフリップは音楽エンジニア デヴィッド・シングルトンと共同で、自身が管理する独立レーベル「Discipline Records (後のDiscipline Global Mobile。通称 DGM)」を設立。
さらに、デヴィッド・シルヴィアンとの共作などで手応えを感じたフリップは、1994年から遂にバンドを再始動させる。1980年代のメンバーから更に増員して6人編成となり、3人二組のユニットを配置するスタイルを構築（通称 ダブルトリオ）。サウンド面では、1974年作『レッド』で片鱗をみせたヘヴィ路線を継承し、プログレッシブ・メタルを推進した。
このラインナップでEP『ヴルーム』を制作。慣らし運転も兼ねた南米ツアーを開催し、翌1995年に11年ぶりの11thアルバム『スラック』を発表。そしてフリップは、キング・クリムゾンが実践するヘヴィサウンドを「ヌーヴォメタル (Nuovo Metal)」と名付けた。アルバムに伴うワールドツアーを開始し、数多くのライブ音源をアーカイブ化していく。

### 1990年代後半 プロジェクト期（1997年-2000年）
長期のライブ・ツアーを終え休息した後の1997年、集合したバンドはリハーサル段階で相違が大きく内紛状態になってしまう。また、メンバーそれぞれ自身の仕事を掛け持ちしており、スケジュールの確保も影響していた。そこでフリップは6人編成を一旦棚上げにして、次作へのアイデアを蓄積させていく意味も含め「プロジェクト (ProjeKct)」という名義の小ユニット活動に一時シフト。これを2000年まで断続的に続ける。またこの期間、グレッグ・レイクもしくは、ジョン・ウェットンを含む4人のクラシックメンバー再結成が企図されたが、これは計画段階で頓挫している。
2000年、プロジェクトで培ったアイデアを結集した「ProjeKct X」名義のアルバム『ヘヴン・アンド・アース』をリリース。ただし、ビル・ブルーフォードが、電子ドラムの使用をめぐってフリップの方針に難色を示し、また自らのバンド「アースワークス」の活動に専念を希望し1997年に脱退していた。トニー・レヴィンも先約のスケジュールを優先し、1998年から離脱したまま復帰はしなかった。

### 2000年代 ヌーヴォメタル期（2000年-2004年、2008年）
2000年（平成12年）、ダブルトリオ瓦解後の残る4人による12thアルバム『ザ・コンストラクション・オブ・ライト』をリリース。結果的にセールスは大きく振るわなかった。来日公演や北米ツアーを開催するが早くも次作に向けた構想に取り組み、バンド独自のヘヴィサウンド「ヌーヴォメタル」を、これまで以上に推し進める。

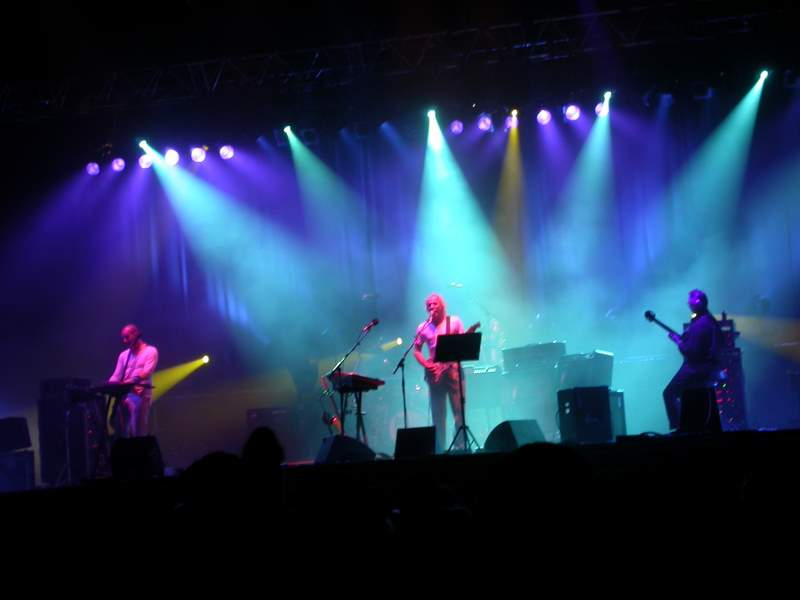
ベルギー・ドゥール公演 (2003年7月)

2001年から次作に向けた短期ツアーとレコーディングを並行して実施。同年にEP『レヴェル・ファイヴ』、翌2002年にもEP『しょうがない (Happy with What You Have to Be Happy With)』をリリース。そして2003年、ヌーヴォメタルの集大成となる13thアルバム『ザ・パワー・トゥ・ビリーヴ』を発表。同年に来日公演を含むワールドツアーを開催する。
同年秋、ダブルトリオ編成からのメンバーであったトレイ・ガンが脱退を表明。入れ替わりに、トニー・レヴィンが復帰した。翌2004年から新ラインナップでリハーサルを重ねるが、想像以上に上手くいかず頭打ち状態に陥った。多額の経費をかけた割に実りの無さを痛感したフリップは、今後のプランを白紙としバンドは長期の活動休止に入る。
2008年4月、今後の活動計画を話し合う会合とリハーサルが再開。更に新メンバーとして「ポーキュパイン・トゥリー」のドラマー、ギャヴィン・ハリソンの加入が明らかになった。同年8月に北米ツアーを実施。その後、更なるツアーが予定されていたが、エイドリアン・ブリューが自身のソロツアーとダブルブッキングしてしまったことで頓挫。翌年のデビュー40周年記念ツアーも視野にあったが、フリップとブリューの確執も取り沙汰され、また全てが白紙になった。

### 2010年代 トリプルドラム期（2013年-2016年）
2011年、バンド休止中の間フリップは、以前に「21stセンチュリー・スキッツォイド・バンド」でも活動していた旧メンバーのメル・コリンズ、ジャッコ・ジャクジクらと新たなキング・クリムゾン・プロジェクトを立ち上げ、アルバム『ア・スケアシティ・オブ・ミラクルズ』を発表。次期クリムゾンに向けた活動を再開する。
ところが、翌2012年にフリップが音楽業界からの引退を表明し、バンドの活動終了を宣言。「ユニバーサル・ミュージックと出版権について問題が勃発し、法廷闘争に専念するため」と明かしている。
2013年、自社レーベル「DGM」のブレーンでもあるデヴィッド・シングルトンが、キング・クリムゾンのトリビュートバンド結成を企図する。これはクリムゾン・プロジェクトらのメンバーに、旧メンバー ジョン・ウェットンを加えた「クリムゾンDNA」という新グループ構想であった。フリップはシングルトンの構想に賛同し、裏方からの支援に着手しようとする。
しかしフリップは、ユニバーサル・ミュージックとの係争に一段落ついていた事情もあって、次第に復帰の意欲が湧きはじめ引退の前言を撤回。紆余曲折を経た後 オフィシャルサイト上より、かつてのフリップ主催「ギタークラフト」に参加して知己であったビル・リーフリンの加入による編成で、正規のクリムゾン再始動を表明した。

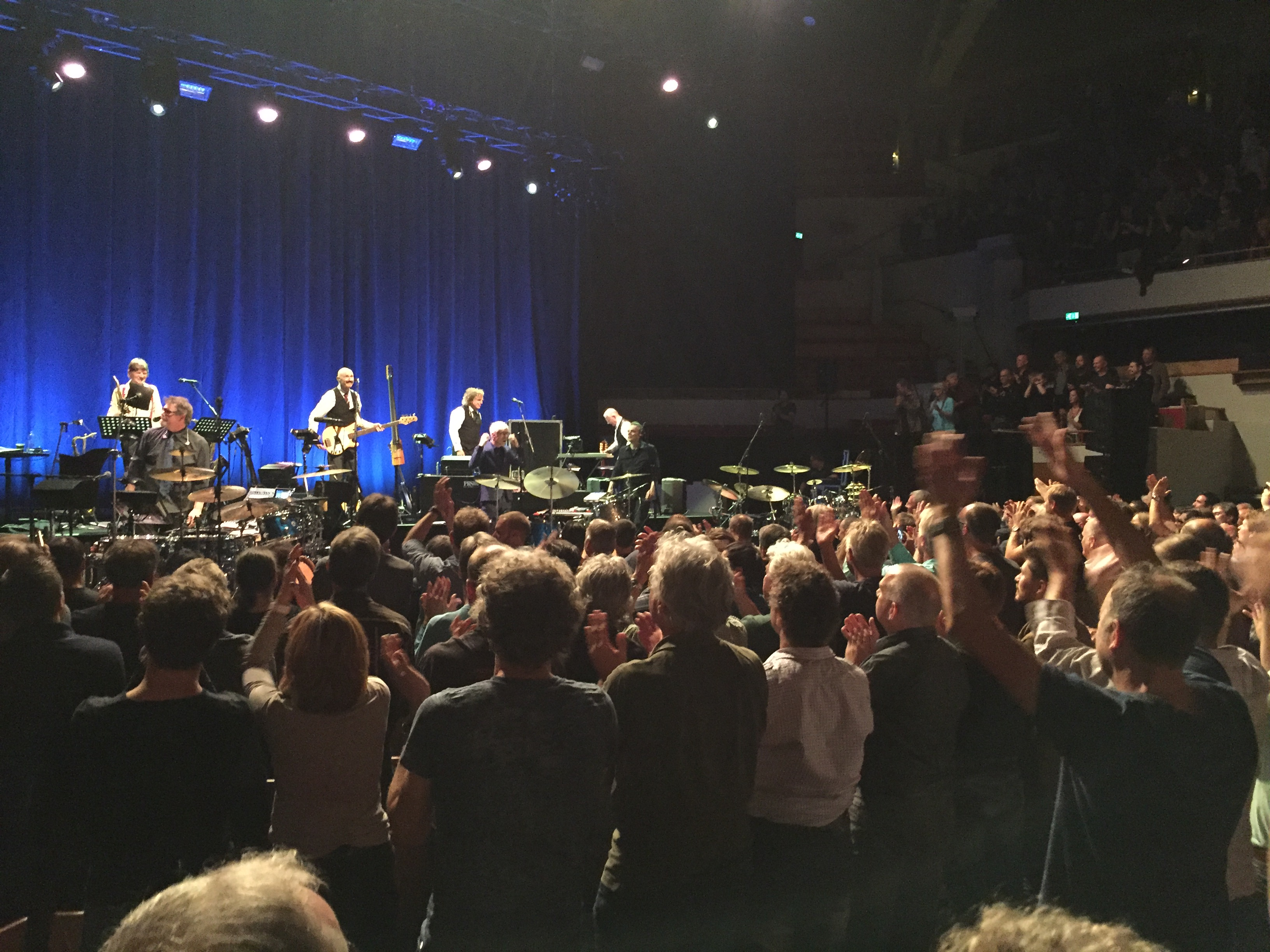
オランダ・ユトレヒト公演

2014年6月、ライブ活動の再開を発表。メンバー構成は、フリップ、メル・コリンズ、トニー・レヴィン、ジャッコ・ジャクジク、そして3人のドラマー、パット・マステロット、ギャヴィン・ハリソン、ビル・リーフリンを前列に配置した「トリプルドラム」の編成で、9月9日よりアメリカにて17回公演のツアーを開始した。
2015年（平成27年）12月、約12年ぶりに日本公演を開催。
2016年、リーフリンが一時降板し、代役にジェレミー・ステーシーが9月の欧州ツアーから参加。12月、創設メンバーのグレッグ・レイクが死去。

### 2010年代後半 ダブルカルテット期（2017年-2020年）
2017年、ビル・リーフリンが復帰して、キーボード担当に変更。ジェレミー・ステーシーはそのまま正規メンバーに昇格し、8人編成に拡張する。そしてフリップは、ラインナップ構成の呼称を「ダブルカルテット・フォーメーション」と命名した。
同年5月、昨年他界したデヴィッド・ボウイ追悼のトリビュート作品EP『ヒーローズ』をリリース。その後から全米ツアーを開始。
同年10月、リーフリンが秋公演に不参加となり、代役サポートにマルチ奏者クリス・ギブソンがキーボードを担当して全米ツアーを再開。
2018年4月、リーフリンが再復帰し、欧州ツアーを開始。同年（平成30年）11月末、結成50周年を記念した来日ツアーが開幕し、集大成となるライブを翌12月まで開催する。
2019年4月、デビュー50周年記念欧米ツアーの概要を発表し、今年一杯はリーフリンが再度の休養。代役サポートとして、フリップと共演歴のあるサックス奏者セオ・トラヴィス（ソフト・マシーン）のキーボード担当が内定していたが、リハーサルが芳しくなかったため白紙に戻した。結果、今シーズン以降は現行メンバーのみの7人編成で対応し、ジェレミー・ステーシーがキーボードを兼任する。
2020年3月、長期休養中だったビル・リーフリンが病没。さらに新型コロナウイルス感染症が世界的に大流行した影響で、年内のスケジュールを翌年に延期。

### 2020年代 プロジェクトの終焉（2021年- ）
2021年夏から北米ツアーを再開。そしてジャッコ・ジャクジクは北米ツアーについて、バンドにとって最後になる可能性を示唆する。各種イベント延期分のしわ寄せで会場確保が今後困難になること、正常に戻った頃には年長メンバーの高齢化が進行している健康事情を説明した。
同11月末から3年ぶりの来日ツアーを開催。そしてトニー・レヴィンも前述の北米ツアーと同様に、ツアーの形態による開催はこの日本公演をもって最後を示唆した。ロバート・フリップから『ツアーの全行程を「日本で幕を閉じる」』と説明された話を明かし、コロナ禍で開催実現に奔走してくれた関係者に謝意を伝えている。
2022年2月、創設メンバーのイアン・マクドナルドが死去。3月、バンドのドキュメンタリー映画『In the Court of the Crimson King』を公開上映。
同年4月、メンバーのギャヴィン・ハリソンが音楽メディアの取材で、バンドの状況を自分なりに語った。昨年末の最終ツアーは『2013年からのプロジェクトが完走し、あくまで一つのサイクルが終了したに過ぎない』『ロバート・フリップは物事をプロジェクト単位（○○年周期）で考えるため、その度に白か黒か（継続なのか解散なのか）といった判断はしない』と私見を述べ、今後どんなケースもあり得ると説明している。
そして同年7月、ロバート・フリップ本人が取材に答え、『我々の年齢の現実からすれば、今後のツアーは難しい』『キング・クリムゾンのギターパートは演奏オリンピックのようなもので、若い頃のようなアスリート能力を求められても応えるには困難』であると、ツアーの再開は明確に否定した。
2024年11月にジャッコ・ジャクジクは、『メンバーは、ライヴでしか演奏しなかった素材のスタジオ録音をしている』と語った。ただし『正式リリースされるのか、お蔵入りになるのかは分からない』と答えている。同月、創設メンバーでありバンド名発案者のピート・シンフィールドが死去。
2025年7月、上記ジャクジクの録音発言以降から憶測に基ずく情報が各所で氾濫しているため、運営責任者であるデヴィッド・シングルトンがコメントを投稿。『3人のドラマーによる録音については事実だが、その素材がどういう形になるかは分からない。現在新しいスタジオを建設中で、完成後に何が出来るか知るだろう。ニューアルバムの可能性に期待するのは時期尚早で、本末転倒である』と説明した。DGMジャパンでは「録音した素材を作品化するかどうかは、ロバート・フリップの意欲による」と見解している。

## メンバー
※2022年2月時点

### 主宰
- ロバート・フリップ (Robert Fripp) - ギター（1968年– ）

### 最終ツアーラインナップ
- ジャッコ・ジャクジク (Jakko Jakszyk) - ボーカル/ギター/管弦楽器（2013年–2021年）
- メル・コリンズ (Mel Collins) - サクソフォーン/管楽器（1970年–1972年、2013年–2021年）
- トニー・レヴィン (Tony Levin) - ベース/スティック（1981年–1984年、1994年–1998年、2003年–2021年）
- パット・マステロット (Pat Mastelotto) - ドラムス（1994年–2021年）
- ギャヴィン・ハリソン (Gavin Harrison) - ドラムス（2007年–2021年）
- ジェレミー・ステーシー (Jeremy Stacey) - ドラムス/キーボード（サポート2016年、正規2017年–2021年）

### 旧メンバー
- マイケル・ジャイルズ (Michael Giles) - ドラムス（1968年–1969年）
- イアン・マクドナルド （Ian McDonald) - キーボード/管楽器（1968年–1969年） ♰RIP. 2022
- グレッグ・レイク (Greg Lake) - ボーカル/ベース（1968年–1970年） ♰RIP. 2016
- ピート・シンフィールド (Pete Sinfield) - 創作/プロデュース（1968年–1971年）
- ゴードン・ハスケル (Gordon Haskell) - ボーカル/ベース（1970年）♰RIP. 2020
- アンディ・マカロック (Andy McCulloch) - ドラムス（1970年）
- イアン・ウォーレス (Ian Wallace） – ドラムス（1971年–1972年） ♰RIP. 2007
- ボズ・バレル (Boz Burrell) - ボーカル/ベース（1971年–1972年） ♰RIP. 2006
- ジョン・ウェットン (John Wetton) - ボーカル/ベース（1972年–1974年） ♰RIP. 2017
- ジェイミー・ミューア (Jamie Muir) - ドラムス/パーカッション（1972年–1973年）
- ビル・ブルーフォード (Bill Bruford) - ドラムス（1972年–1974年、1981年–1984年、1994年–1997年）
- デヴィッド・クロス (David Cross) - ヴァイオリン（1972年–1974年）
- エイドリアン・ブリュー (Adrian Belew) - ボーカル/ギター（1981年–1984年、1994年–2008年）
- トレイ・ガン (Trey Gunn) - ベース/スティック（1994年–2003年）
- ビル・リーフリン (Bill Rieflin) - キーボード/ドラムス（2013年–2020年） ♰RIP. 2020

サポート
- クリス・ギブソン (Chris Gibson) - キーボード（2017年）

### ラインナップの変遷（主な担当パート）
- 主宰（以下、全期間を通じて在籍）
  - ロバート・フリップ - Guitars, Frippertronics/ Soundscapes, Mellotron & Synthesizers

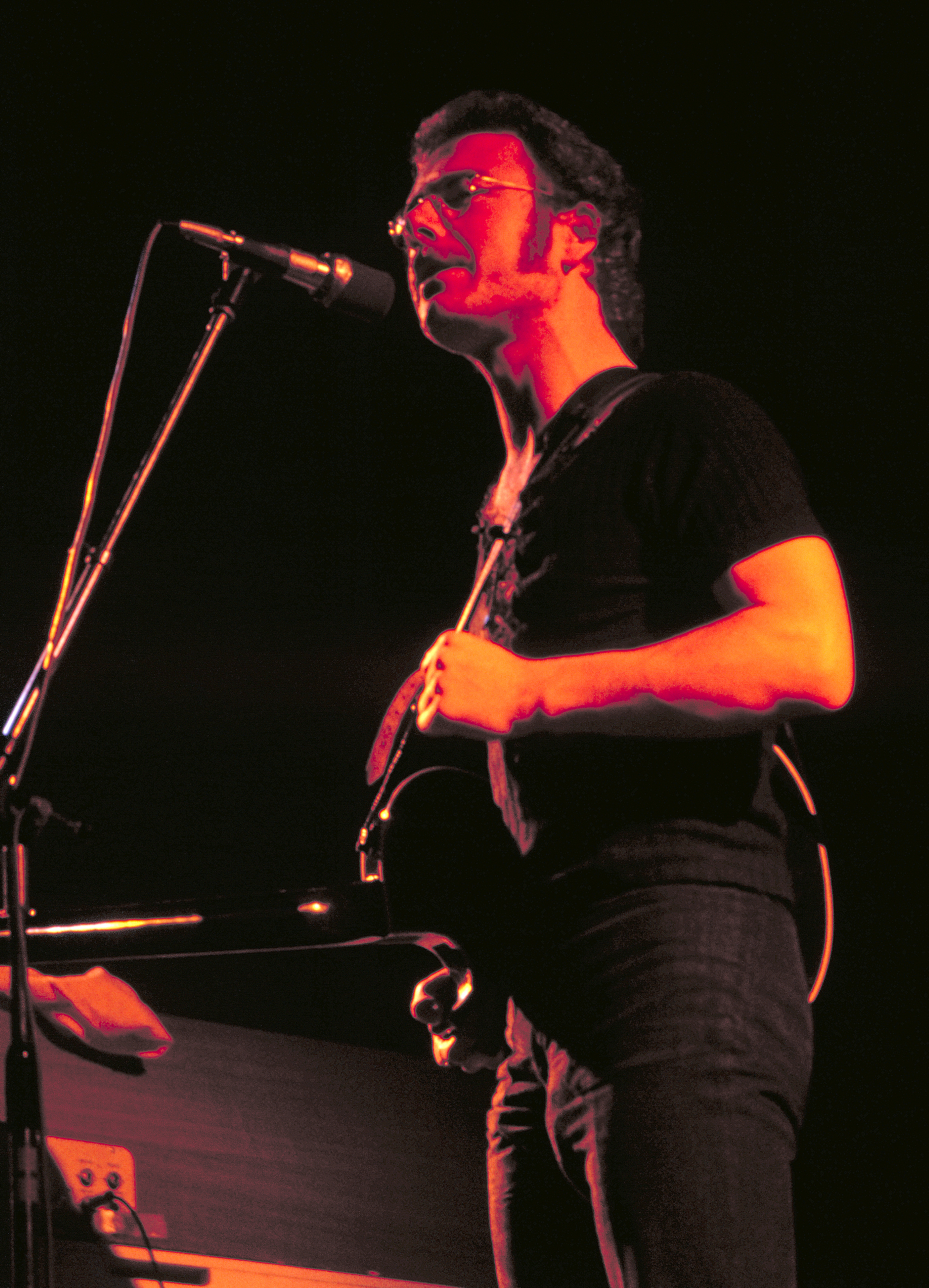
1974年
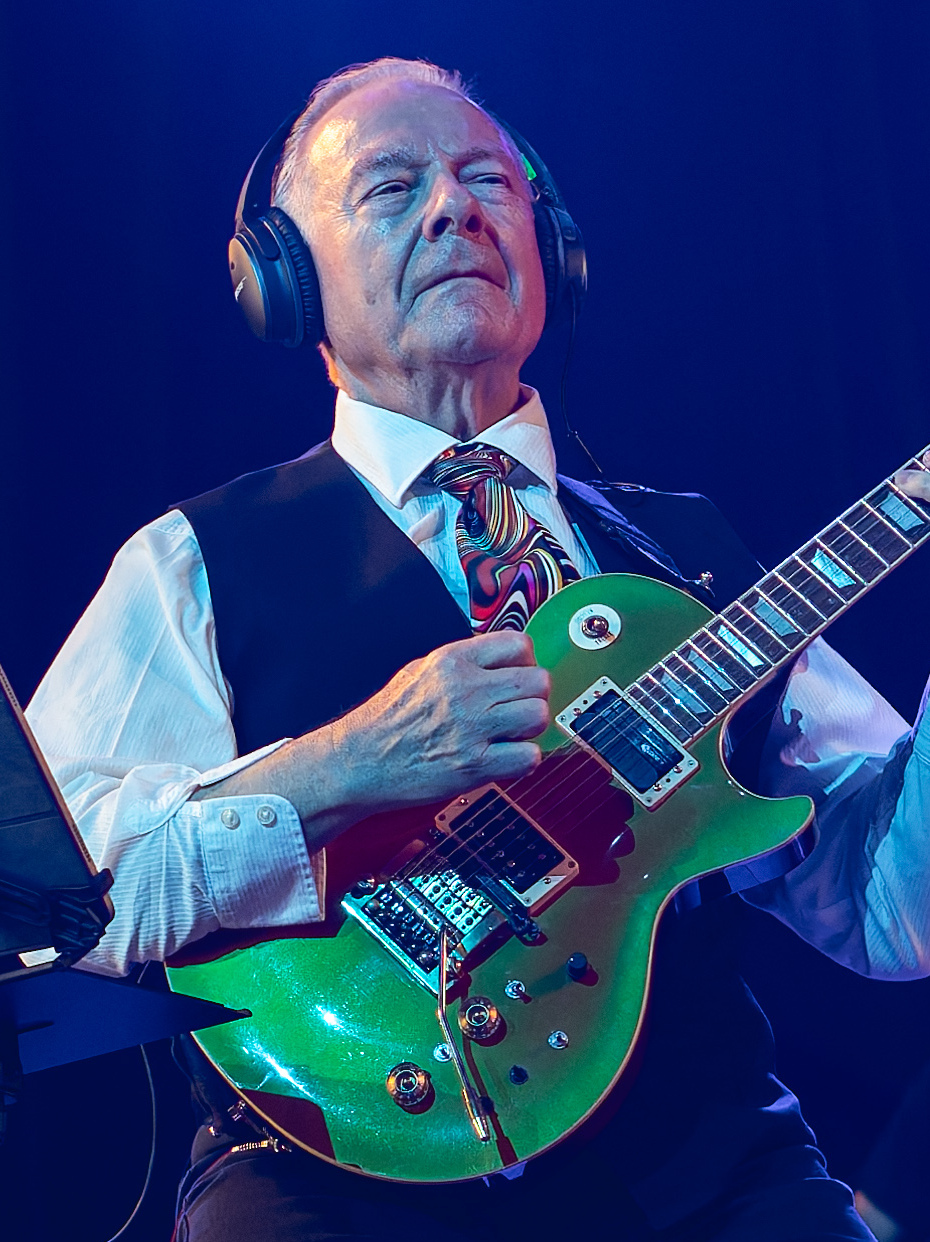
2024年

- Lineup #1 『クリムゾン・キングの宮殿』
  - グレッグ・レイク - Bass & Vocals
  - イアン・マクドナルド（Ian McDonald）- Woodwinds, Mellotron, Keyboards & Vocals（後に「フォリナー」を結成）
  - マイケル・ジャイルズ - Drums & Vocals
  - ピート・シンフィールド - Words

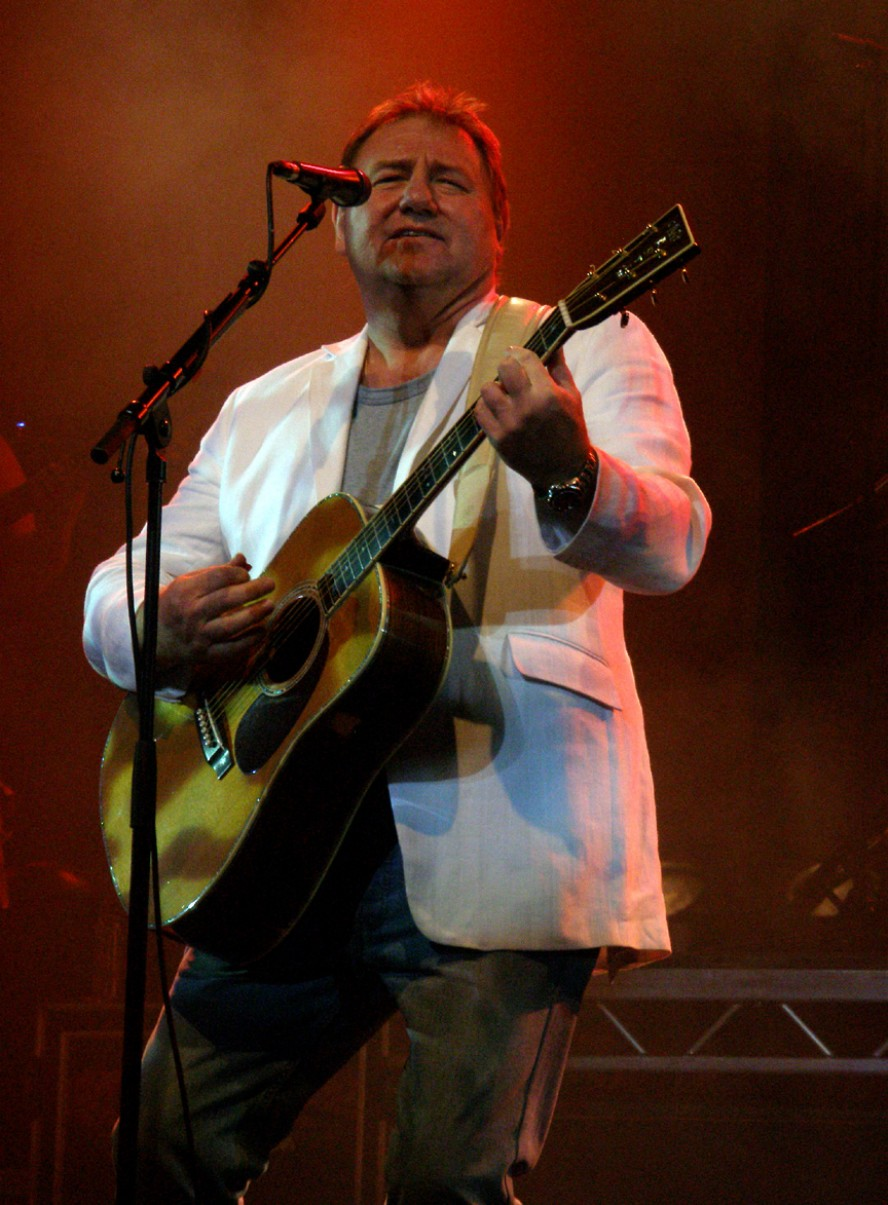
グレッグ・レイク（2008年）
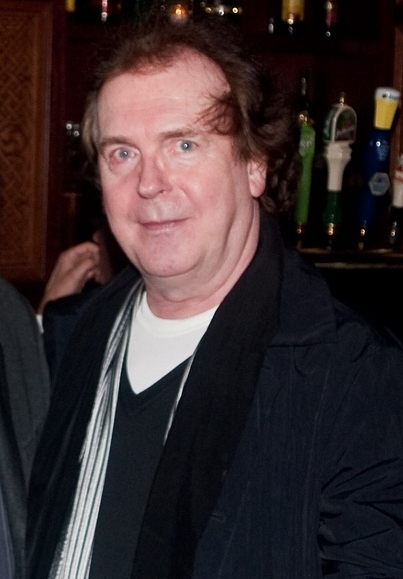
イアン・マクドナルド（2009年）
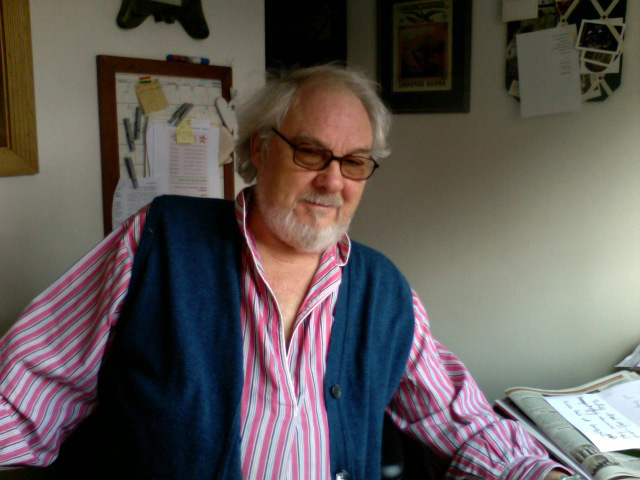
ピート・シンフィールド（2009年）

- 『ポセイドンのめざめ』
  - グレッグ・レイク - Vocals（録音直後に脱退し、EL&P結成）
  - メル・コリンズ - Saxophone & Flute
  - ピート・シンフィールド - Words
  - マイケル・ジャイルズ - Drums (録音のみ復帰)
    - ピーター・ジャイルズ - Bass（Guest、ジャイルズ・ジャイルズ＆フリップ以来の三者共演）
    - ゴードン・ハスケル - Vocals (Guest)
    - キース・ティペット - Piano (Guest)

- 『リザード』
  - ゴードン・ハスケル - Vocals & Bass
  - メル・コリンズ - Saxophone & Flute
  - アンドリュー・マカロック- Drums
  - ピート・シンフィールド - Words
    - ジョン・アンダーソン（イエス）- Vocals (Guest)
    - キース・ティペット - Piano (Guest)
    - ロビン・ミラー - Oboe (Guest)
    - マーク・チャリグ - Cornet (Guest)
    - ニック・エヴァンズ - Trombone (Guest)

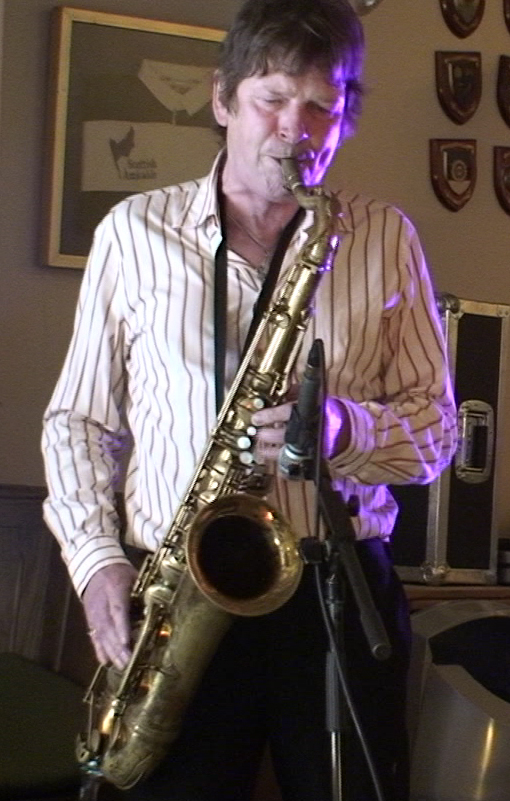
メル・コリンズ
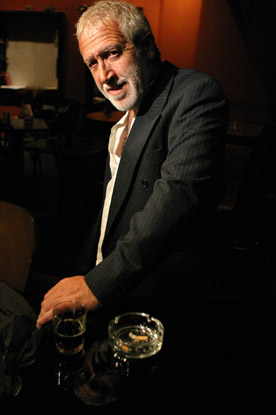
ゴードン・ハスケル
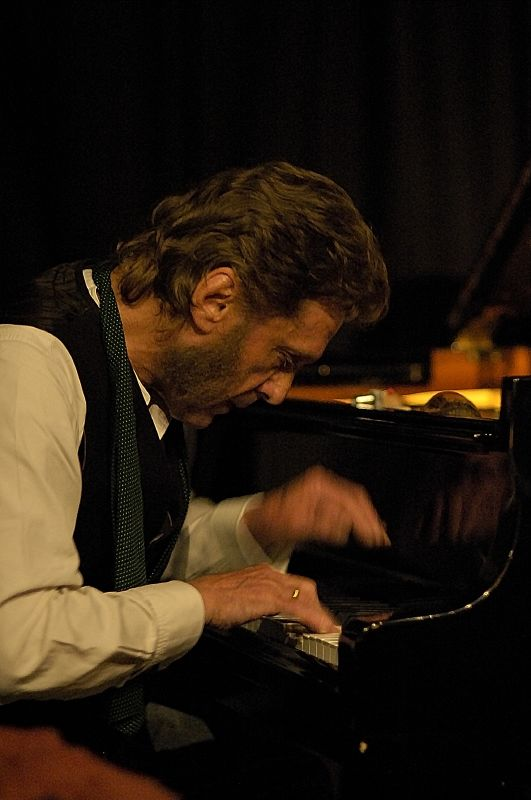
キース・ティペット（2007年）

- Lineup #2 『アイランズ』『アースバウンド』
  - ボズ (ボズ・バレル) - Vocals & Bass（脱退後、ポール・ロジャース率いるバッド・カンパニーに加入）
  - メル・コリンズ - Saxophone, Flute, Mellotron & Vocals
  - イアン・ウォーレス - Drums & Vocals
  - ピート・シンフィールド - Words（『アイランド』製作直後に正式脱退し、EL&Pの歌詞を担当）
  - このほかにも、ゲスト・ミュージシャンが参加している

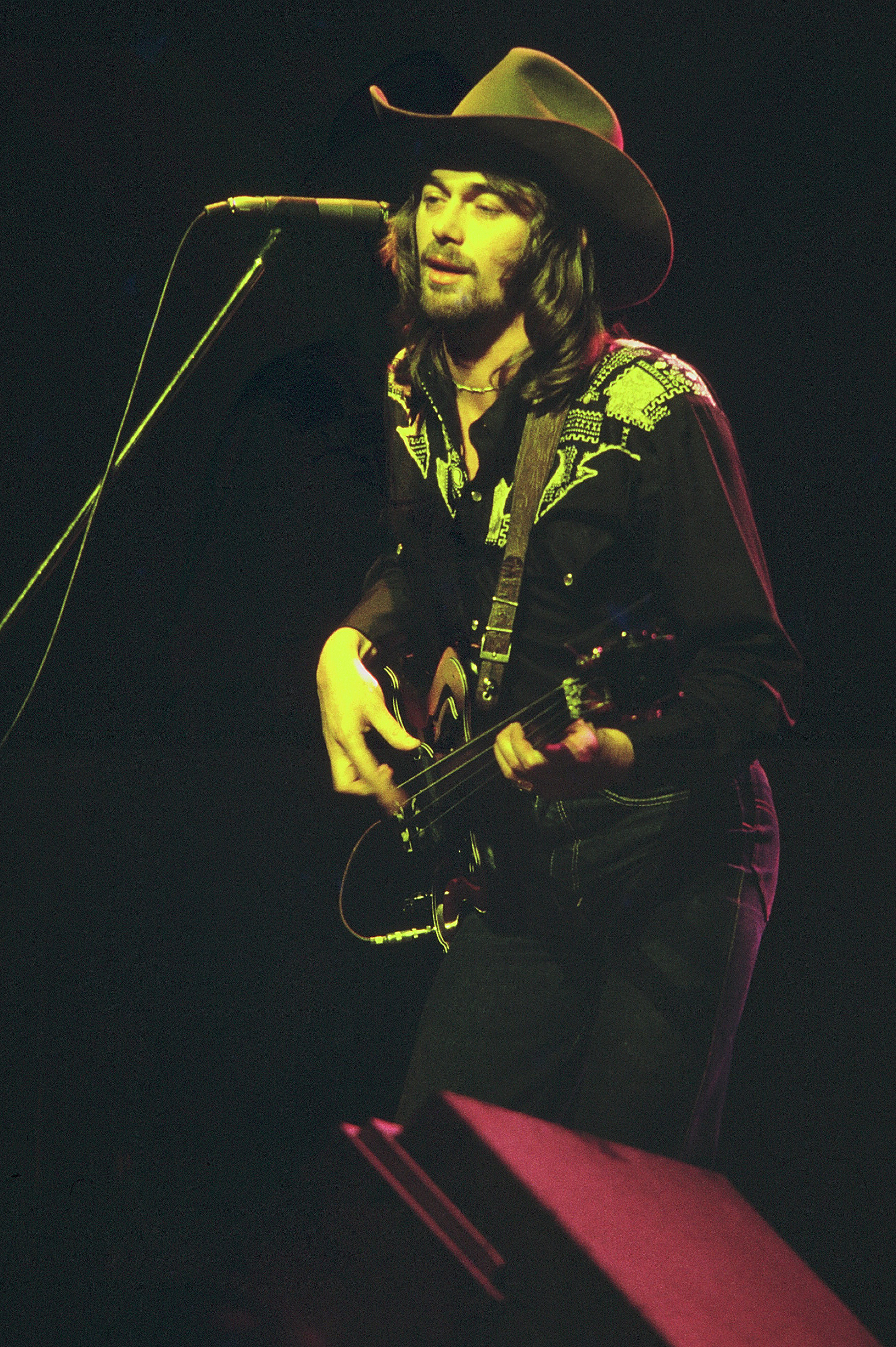
ボズ・バレル（1976年）
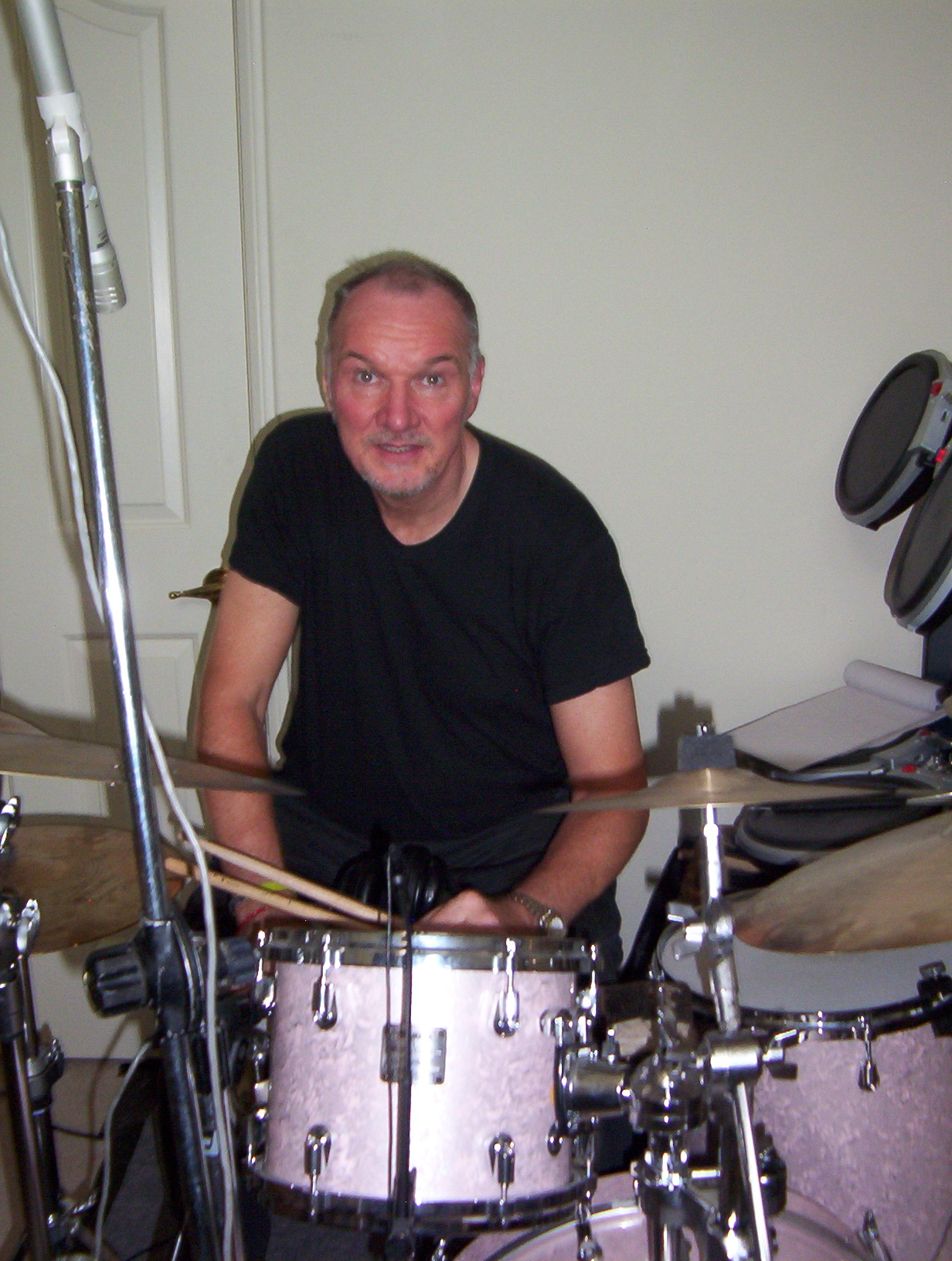
イアン・ウォーレス（2005年）

- Lineup #3 『太陽と戦慄』『暗黒の世界』『レッド』『USA』
  - ジョン・ウェットン - Vocals & Bass（解散後、U.K.やエイジアを結成し、成功する）
  - デヴィッド・クロス - Violin, Viola, Flute, Keyboards & Mellotron（『暗黒の世界』発表後に脱退）
  - ビル・ブルーフォード - Drums & Percussion（イエスから加入。後に、ウェットンと共にU.K.結成）
  - ジェイミー・ミューア - Percussion & Drums（元デレク・ベイリーのザ・ミュージック・インプロヴィゼーション・カンパニー、『太陽と戦慄』発表後に脱退。後にミュージシャンから画家に転向）
    - リチャード・パーマー・ジェイムス - Words (Guest)（元スーパートランプ）

  - 『レッド』録音時にはイアン・マクドナルドやメル・コリンズなどの旧メンバーがゲスト・ミュージシャンとして参加している。また、ライブ・アルバム『USA』において、エディ・ジョブソン（Violin & Keyboards、後に前述のU.K.結成）がフリップとウェットン立ち会いの元、2時間程度を掛けてデヴィッド・クロスのヴァイオリンとエレピパートをいくつか差し替え録音した。

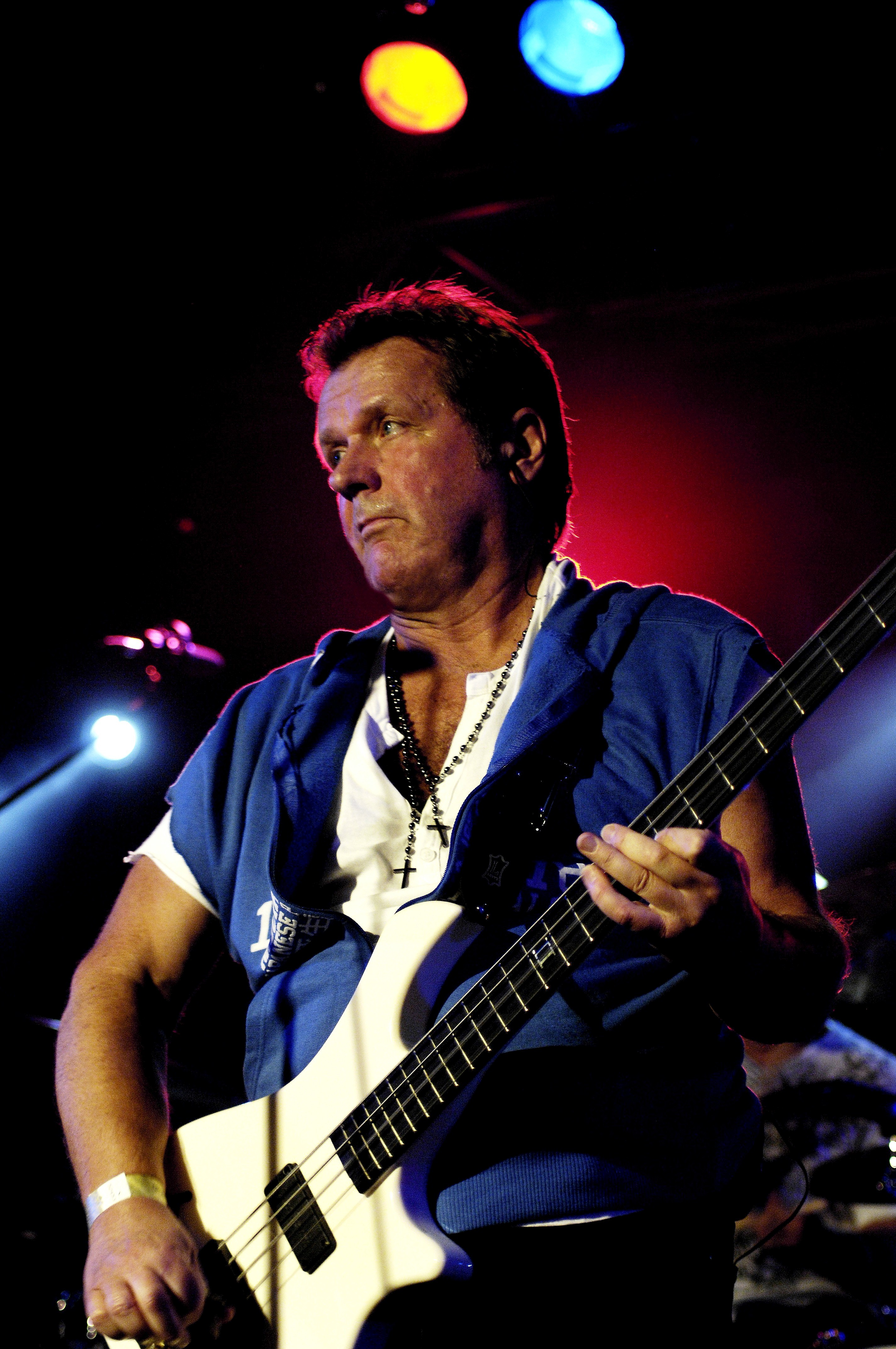
ジョン・ウェットン（2010年）
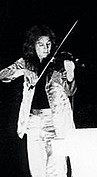
デヴィッド・クロス（1973年）
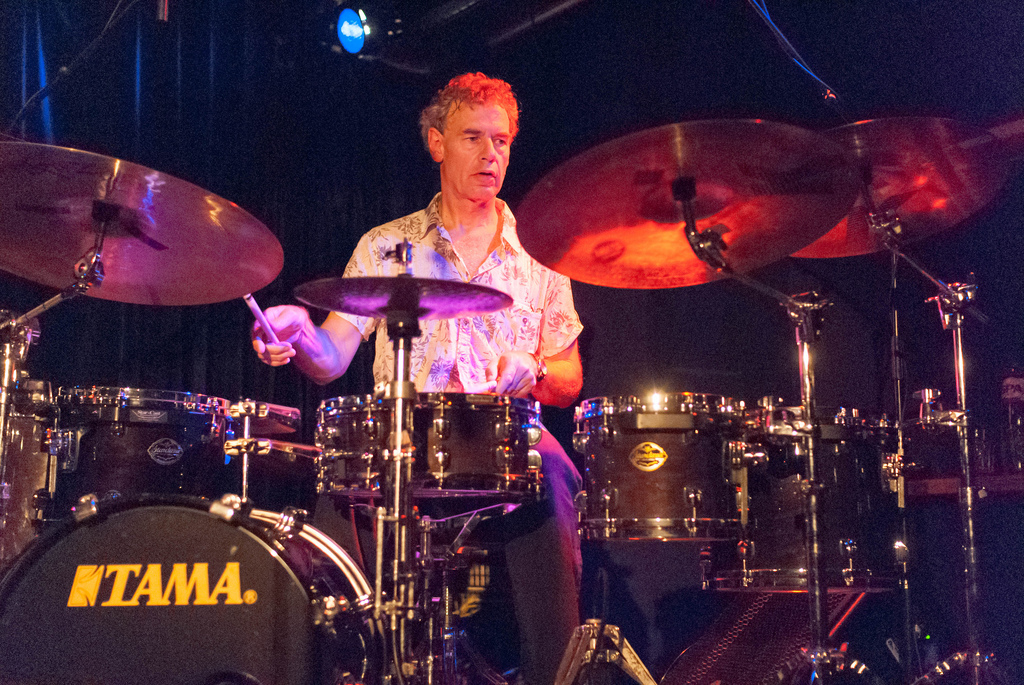
ビル・ブルーフォード（2008年）

- Lineup #4 『ディシプリン』『ビート』『スリー・オブ・ア・パーフェクト・ペア』（1980年代再結成時）
  - エイドリアン・ブリュー - Vocals, Guitars & Percussion
  - トニー・レヴィン - Bass, Chapman stick, Synthesizers & Vocals
  - ビル・ブルーフォード - Drums & Percussion

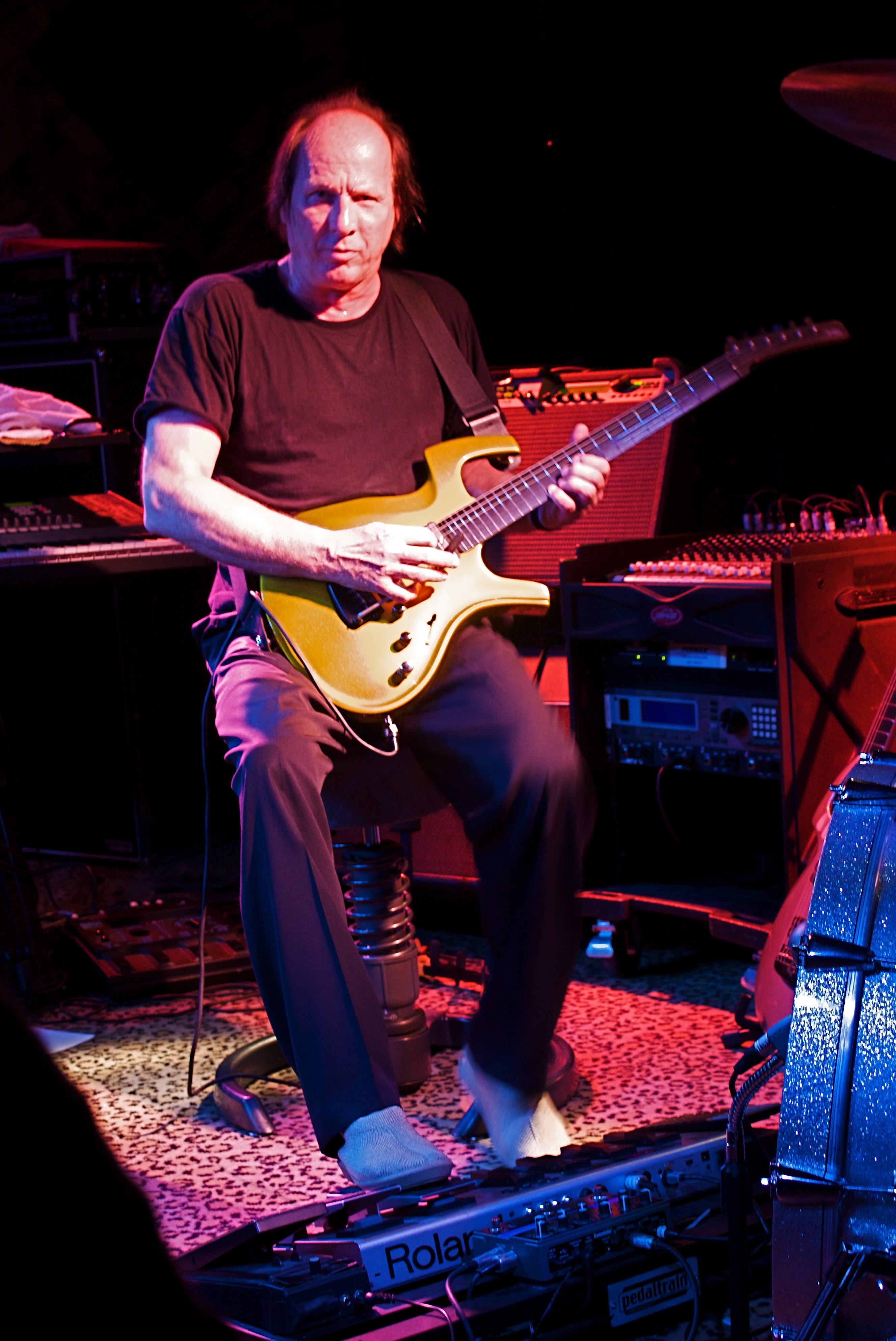
エイドリアン・ブリュー（2009年）
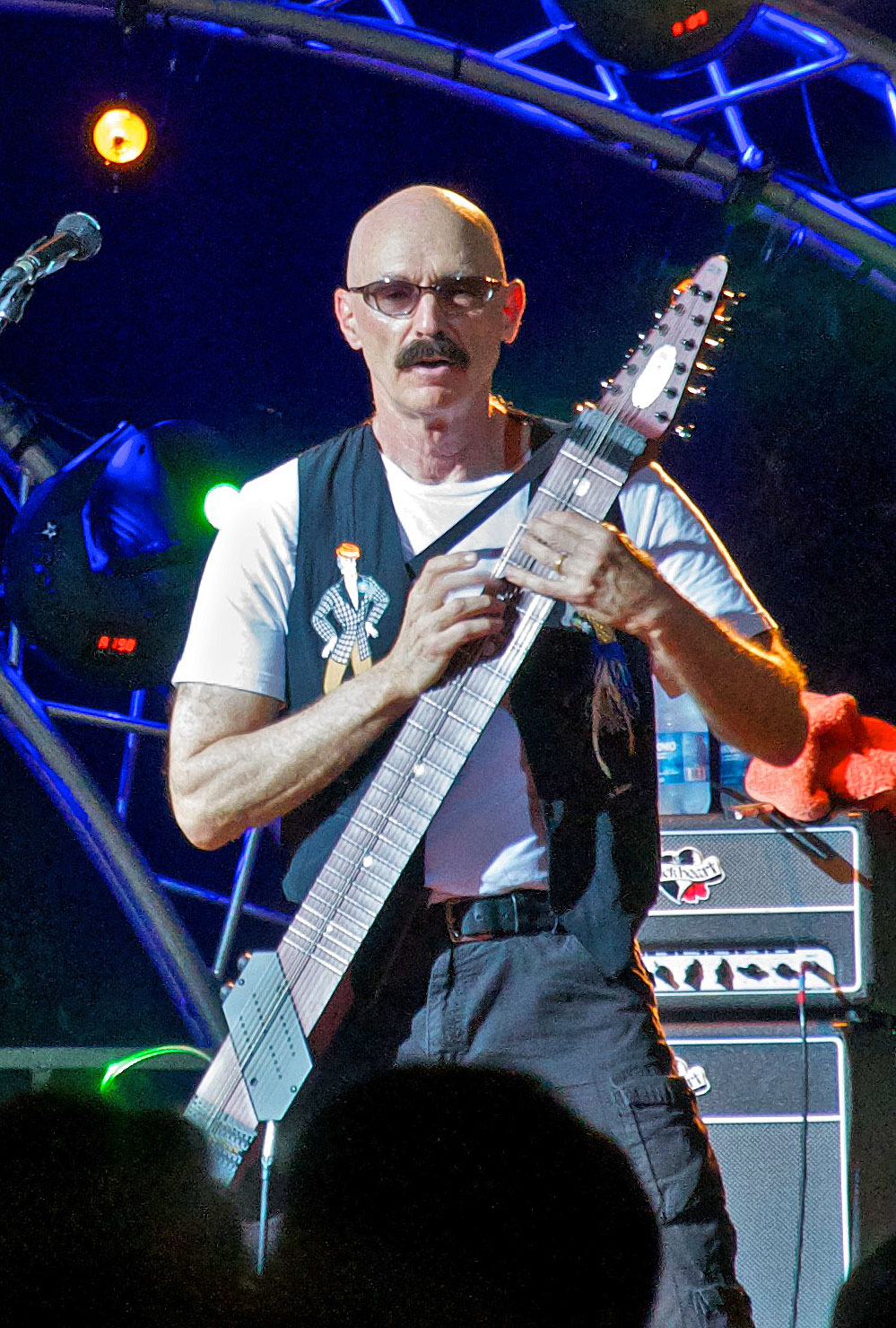
トニー・レヴィン（2010年）

- Lineup #5 『ヴルーム』『スラック』（1990年代再々結成時）
  - エイドリアン・ブリュー - Vocals, Guitars & Percussion
  - トニー・レヴィン - Bass, Chapman stick, Synthesizers & Vocals
  - トレイ・ガン - Warr Guitars, Bass
  - ビル・ブルーフォード - Drums & Percussion
  - パット・マステロット - Drums & Percussions

- Lineup #6 『ザ・コンストラクション・オブ・ライト』〜『ザ・パワー・トゥ・ビリーヴ』
  - エイドリアン・ブリュー - Vocals & Guitars
  - トレイ・ガン - Warr Guitars, Bass（2007年、エディー・ジョブソンやその他のミュージシャンとともにUKZを結成）
  - パット・マステロット - Drums & Percussion

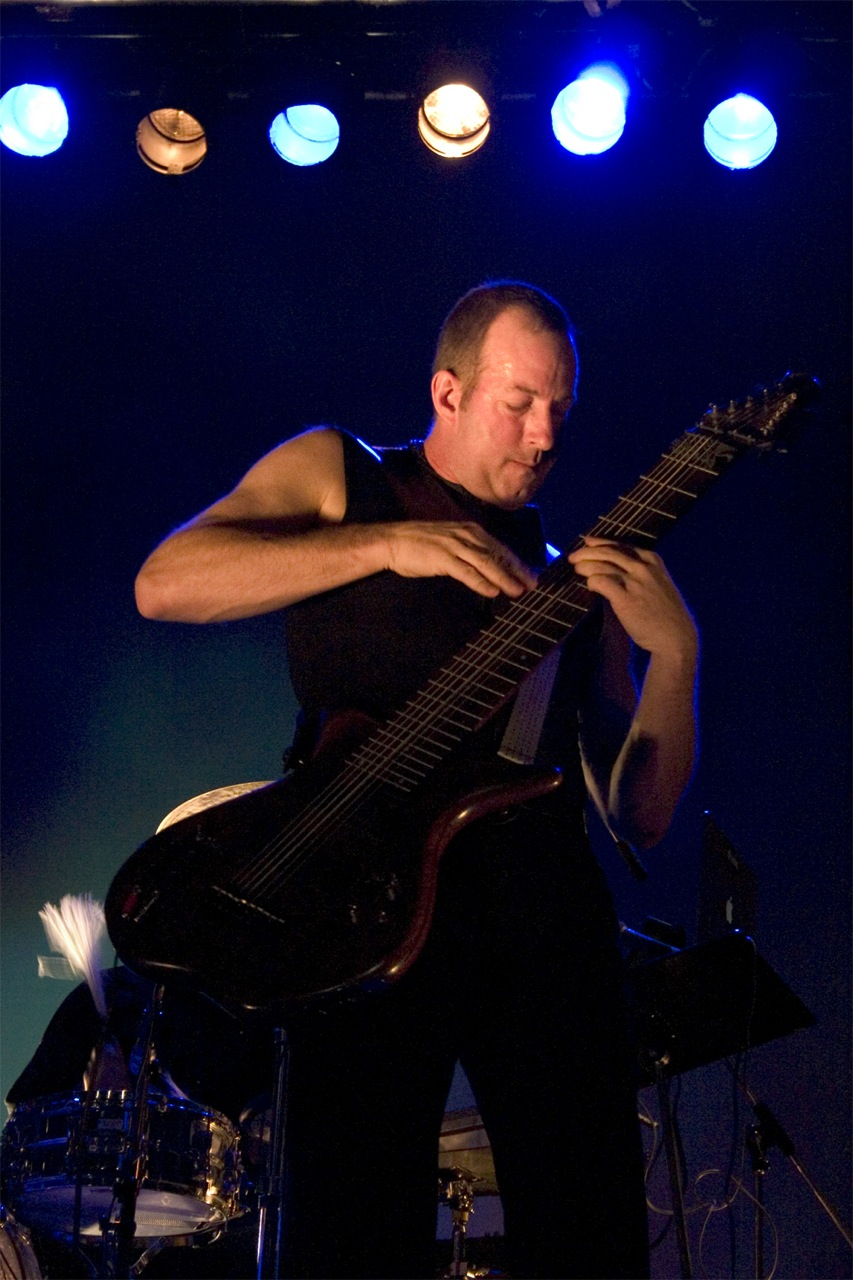
トレイ・ガン（2005年）
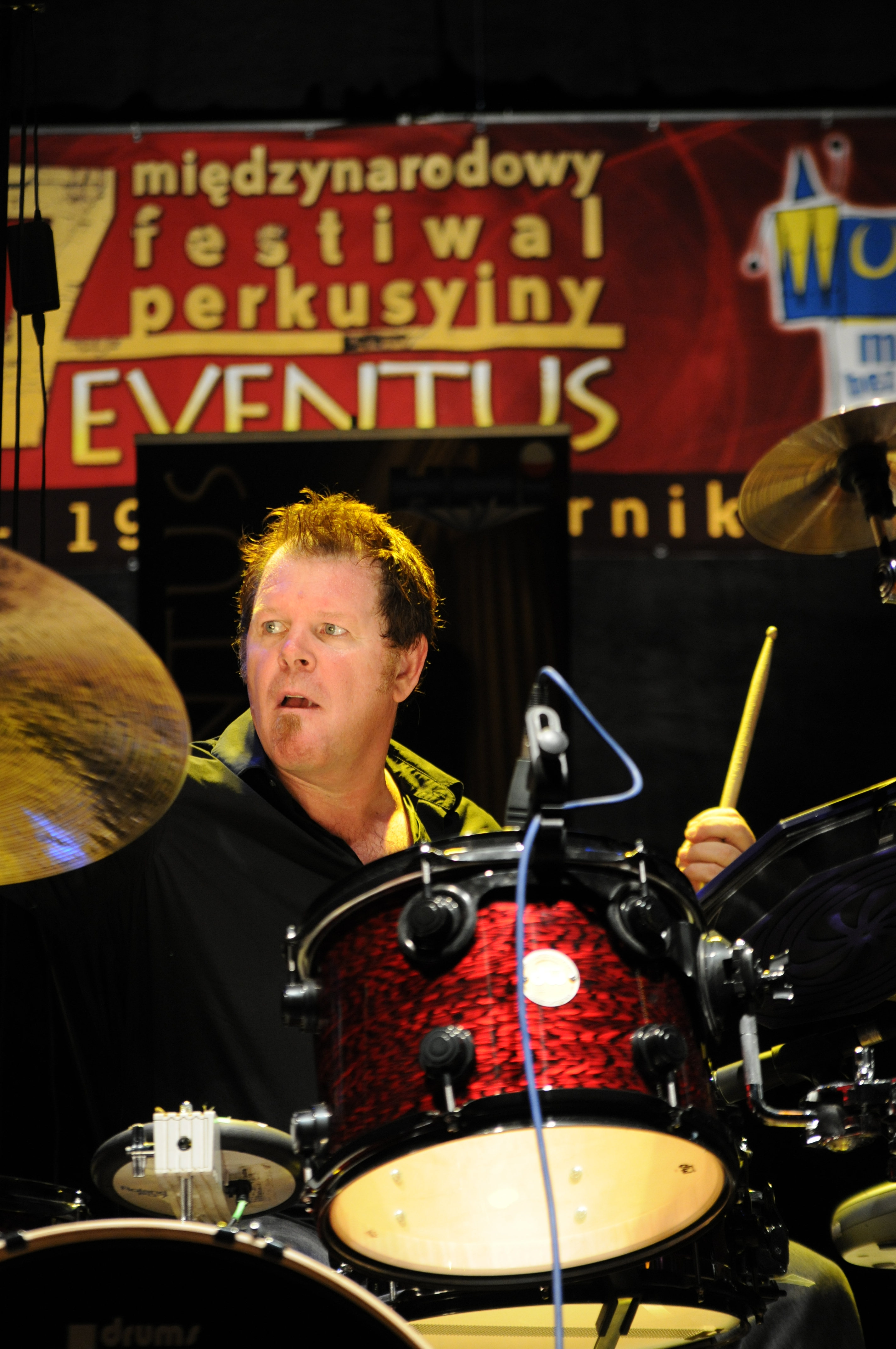
パット・マステロット（2008年）

- Lineup #7（2008年）
  - エイドリアン・ブリュー - Vocals, Guitars & Keyboards
  - トニー・レヴィン - Bass, Chapman stick & Vocals
  - パット・マステロット - Drums & Percussion
  - ギャヴィン・ハリソン - Drums & Percussion（ポーキュパイン・トゥリー兼任）

- Lineup #8 『ヒーローズ』（2013年以降）
  - ジャッコ・ジャクジク - Vocals, Guitars
  - メル・コリンズ - Saxophones, Flute
  - トニー・レヴィン - Bass, Chapman stick, Vocals
  - パット・マステロット - Drums & Percussion
  - ギャヴィン・ハリソン - Drums & Percussion
  - ビル・リーフリン - Drums & Percussion, Keyboards（休養：2016年秋冬、2017年秋冬、2019年、2020年死去）
  - ジェレミー・ステーシー - Drums & Percussion, Keyboards（サポート：2016秋冬、正規：2017以降）

サポート
- クリス・ギブソン - Keyboards（2017年秋冬）

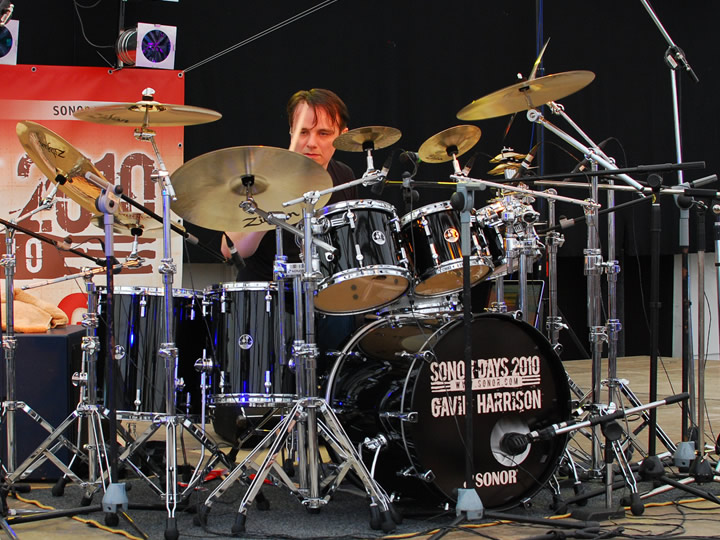
ギャヴィン・ハリソン（2010年）
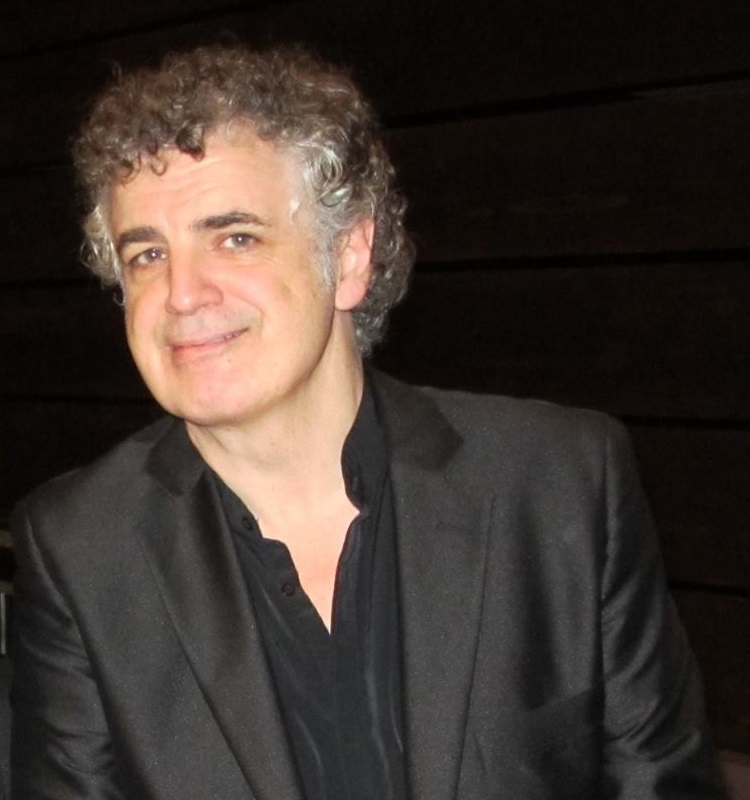
ジャッコ・ジャクジク（2014年）
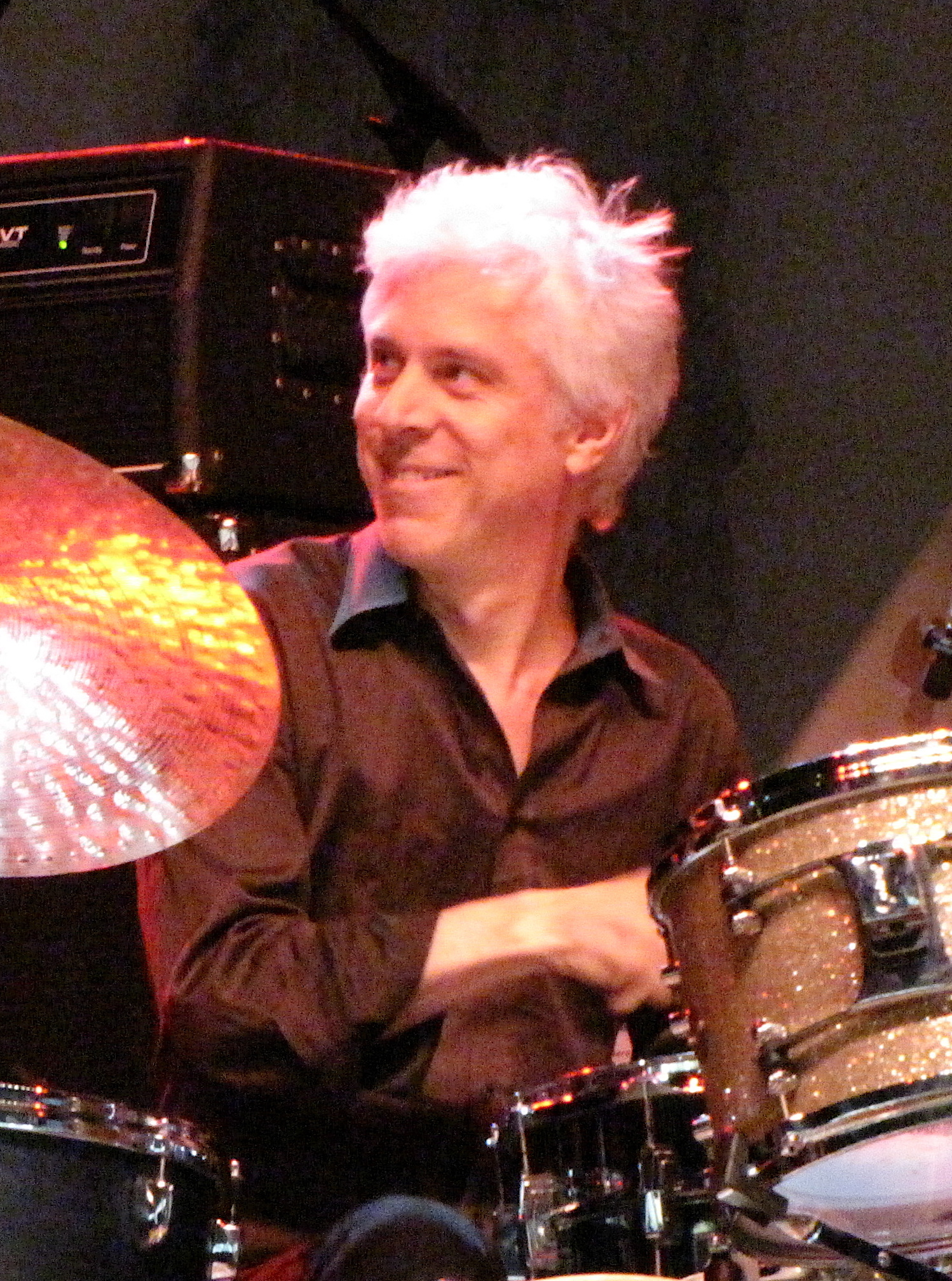
ビル・リーフリン（2009年）
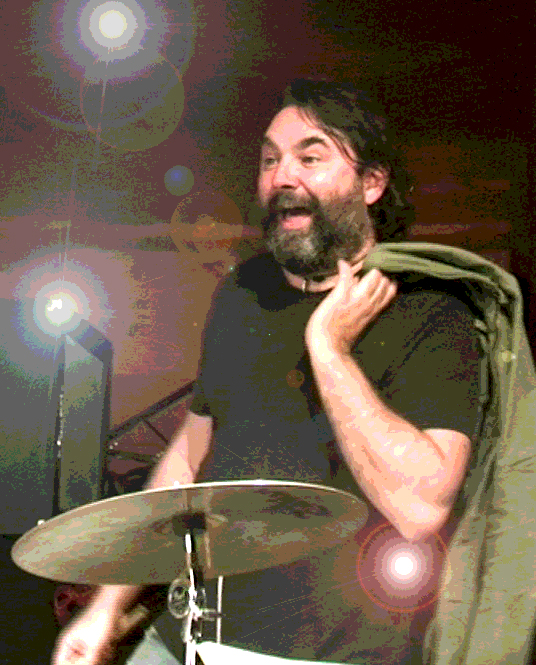
ジェレミー・ステーシー（2007年）

## 独立レーベル「ディシプリン・グローバル・モービル」
ディシプリン・グローバル・モービル（Discipline Global Mobile）は、バンドを主宰するロバート・フリップが1992年に設立した独立系レコードレーベル。共同責任者はエンジニアを兼任するデヴィッド・シングルトン。名前の由来およびロゴは8thアルバム『ディシプリン』から。

### 概要・背景
キング・クリムゾンはデビュー時から「E.G.マネージメント」に籍を置き、音源も同社のレーベル「EGレコード」が管理していた。しかし1990年頃から同マネージメントが経営難に陥り、ロイヤリティの支払いが滞りはじめ、さらに版権をヴァージン・レコードとBMGに売却されてしまう。この状況に反発していたフリップは、原盤の所有権を主張し訴訟にまで発展する。
その間の新譜リリースに対応させるため、1990年代初頭から仕事を共にしていた音楽エンジニア デヴィッド・シングルトンと共同で、新たなレーベル「Discipline Records」（現行の『Discipline Global Mobile (通称 DGM)』）を設立。裁判は1999年まで7年間続いた末に勝訴し、旧レーベル側と和解して旧譜の原盤権を全て認められた。
以降、バンドに関連する音源は全て同レーベルが発売元となり、外部アーティストとの契約・管理も業務とするようになった。また、海賊盤対策も徹底しており、1990年代以降からは（キング・クリムゾンの）ほぼ全てのライブを自前で録音しアーカイブ化。過去の海賊盤音源も独自にリマスターを施してオフィシャルでリリースし、違法販売の芽を潰している。
2022年、日本の供給販売元であったWOWOWエンタテインメント（旧WHDエンタテインメント）がレーベルを閉鎖。その後の受け皿として同社のディレクターであった音楽ライター深民淳（元BURRN!編集者、元METAL GEAR編集長など）らがスタッフとなり、DGMの日本支社「DGMディストリビューション・ジャパン」を設立した。

## ディスコグラフィ

### スタジオ・アルバム
- 『クリムゾン・キングの宮殿』 - In the Court of the Crimson King（1969年）
- 『ポセイドンのめざめ』 - In the Wake of Poseidon（1970年）
- 『リザード』 - Lizard（1970年）※イエスのジョン・アンダーソンがゲスト参加
- 『アイランズ』 - Islands（1971年）
- 『太陽と戦慄』 - Larks' Tongues in Aspic（1973年）
- 『暗黒の世界』 - Starless and Bible Black（1974年）※当時のライブ音源とスタジオ録音の混合
- 『レッド』 - Red（1974年）
- 『ディシプリン』 - Discipline（1981年）
- 『ビート』 - Beat（1982年）
- 『スリー・オブ・ア・パーフェクト・ペアー』 - Three of a Perfect Pair（1984年）
- 『スラック』 - Thrak（1995年）
- 『ザ・コンストラクション・オブ・ライト』 - The ConstruKction of Light（2000年）
  - 『ザ・リコンストラクション・オブ・ライト』 - The ReconstruKction of Light（2019年）※ドラムパート新規録音リイシュー盤
- 『ザ・パワー・トゥ・ビリーヴ』 - The Power to Believe（2003年）

### ライブ・アルバム
- 『アースバウンド』 - Earthbound（1972年）※1971年『アイランド』発表時のメンバーによるライブ録音
- 『USA』 - USA（1975年）※1974年『暗黒の世界』発表時のメンバーによるライブ録音。一部オーバーダビングあり
- 『ザ・グレート・ディシーヴァー〜ライヴ1973-1974』 - The Great Deceiver（1992年）※1973-1974年のライブ音源
- 『B・ブーム - ライヴ・イン・アルゼンチン』 - B'Boom: Live in Argentina（1995年）
- 『スラックアタック』 - THRaKaTTaK（1996年）
- 『エピタフ -1969年の追憶-』 - Epitaph (1997年) ※1969年のライブ録音
- 『ザ・ナイトウォッチ -夜を支配した人々-』 - The Night Watch（1997年）※1973年のライブ音源
- 『アブセント・ラヴァーズ』 - Absent Lovers: Live in Montreal（1998年）※1984年のライブ録音
- Live in Mexico City（1999年）
- The ProjeKcts（1999年）
- 『ヘヴィ・コンストラクション』 - Heavy ConstruKction（2000年）
- 『ヴルーム・ヴルーム』 - VROOOM VROOOM（2001年）※1995年、1996年のライブ音源。2枚組
- 『レディース・オブ・ザ・ロード』 - Ladies of the Road
- 『エレクトリック』 - EleKtriK（2003年）※東京厚生年金会館のライブを収録
- 『ライヴ・アット・オルフェウム』 - Live at the Orpheum（2015年）
- 『ライヴ・イン・トロント』 -  Live in Toronto（2016年）
- 『ラディカル・アクション〜ライヴ・イン・ジャパン+モア』 - Radical Action to Unseat the Hold of Monkey Mind（2016年）
- 『ライヴ・イン・ウィーン2016+ライヴ・イン・ジャパン2015』 - Live in Vienna（2017年）[42]
- 『ライヴ・イン・シカゴ2017』- Live in Chicago（2018年）
- 『メルトダウン〜ライヴ・イン・メキシコ』- Meltdown: Live in Mexico City（2018年）
- 『新王日記・オーディオ・ダイアリー 2014-2018』- Audio Diary 2014–2018（2019年）
- 『音楽は我らが友 ライヴ・イン・ワシントン・アンド・アルバニー2021』- Music is our Friend: Live in Washington and Albany 2021 (2021)

### コンピレーション・アルバム
- 『新世代への啓示』 - A Young Person's Guide to King Crimson（1976年）
- 『ザ・コンパクト・キング・クリムゾン』 - The Compact King Crimson（1986年）
- King Crimson 1989（1989年）
- Heartbeat: The Abbreviated King Crimson（1991年）
- 『紅伝説』 - Frame by Frame: The Essential King Crimson（1991年）
- 『スリープレス〜コンサイス・キング・クリムゾン』 - Sleepless: The Concise King Crimson（1993年）
- The First Three（1993年）
- 『サーカス〜ザ・ヤング・パーソンズ・ガイト・トゥ・キング・クリムゾン〈ライヴ〉〜』 - Cirkus: The Young Persons' Guide to King Crimson Live（1999年）
- 『ア・ビギナーズ・ガイド・トゥ・プロジェクツ - ザ・ディセプション・オブ・ザ・スラッシュ』 - The Deception of the Thrush: A Beginners' Guide to ProjeKcts（1999年）
- The Beginners' Guide to the King Crimson Collectors' Club（2000年）
- The Power To Believe Tour Box（2003年）
- 『真・紅伝説〜21世紀のキング・クリムゾン・ガイド Vol.1 1969〜1974』 - The 21st Century Guide to King Crimson - Volume One - 1969–1974（2005年）
- 『真・紅伝説〜21世紀のキング・クリムゾン・ガイド Vol.2 1981〜2003』 - The 21st Century Guide to King Crimson - Volume Two - 1981–2003（2006年）
- 『濃縮キング・クリムゾン〜ベスト・オブ・キング・クリムゾン1969-2003』 - The Condensed 21st Century Guide to King Crimson（2006年）
- 40th Anniversary Tour Box（2008年）
- 『ジ・エレメンツ・オブ・キング・クリムゾン』 - The Elements of King Crimson 2014（2014年）
- 『ジ・エレメンツ・オブ・キング・クリムゾン 2015』The Elements of King Crimson 2015（2015年）
- The Elements of King Crimson 2016（2016年）
- 『ジ・エレメンツ・オブ・キング・クリムゾン 2017ツアー・ボックス』 - The Elements of King Crimson 2017（2017年）
- 『ジ・エレメンツ・オブ・キング・クリムゾン 2018ツアー・ボックス』 - The Elements of King Crimson 2018（2018年）
- 『ジ・エレメンツ・オブ・キング・クリムゾン 2019ツアー・ボックス』 - The Elements of King Crimson 2019（2019年）
- 『ジ・エレメンツ・オブ・キング・クリムゾン 2020ツアー・ボックス』 - The Elements of King Crimson 2020（2020年）
- 『ジ・エレメンツ・オブ・キング・クリムゾン 2021ツアー・ボックス』 - The Elements of King Crimson 2021（2021年）

### ミニ・アルバム（EP）
- 『ヴルーム』 - VROOOM（1994年）
- 『21世紀のスキッツォイド・マン』 - Schizoid Man（1996年）
- 『レヴェル・ファイヴ』 - Level Five（2001年）※ライブEP
- 『しょうがない』 - Happy with What You Have to Be Happy With (2002年)
- 『ヒーローズ〜トリビュート・トゥ・デヴィッド・ボウイ』 - Heroes（2017年）※ライブEP

## 来日公演
- Discipline Tour（1981年）
  - 12月09日 東京 渋谷公会堂
  - 12月10日 名古屋 名古屋市公会堂
  - 12月12日 大阪 万博ホール
  - 12月13日 大阪 毎日ホール
  - 12月14日・15日・16日・18日 東京 浅草国際劇場
  - 12月17日 新潟 新潟県民会館
- Three of a Perfect Pair Tour（1984年）
  - 4月28日・29日・30日 東京 簡易保険ホール
  - 5月01日 札幌 北海道厚生年金会館
  - 5月03日 東京 中野サンプラザ
  - 5月04日 横浜 神奈川県民ホール
  - 5月07日 大阪 大阪厚生年金会館
  - 5月09日 広島 広島郵便貯金ホール
  - 5月10日 福岡 福岡サンパレス
  - 5月11日 名古屋 名古屋市公会堂
- THRAK Tour（1995年）
  - 10月01日 横浜 神奈川県民ホール
  - 10月02日・3日・14日 東京 東京厚生年金会館
  - 10月05日・6日 東京 中野サンプラザ
  - 10月08日 名古屋 名古屋市民会館
  - 10月09日 大阪 フェスティバルホール
  - 10月10日 東京 昭和女子大学人見記念講堂
  - 10月12日 大宮 大宮ソニックシティ
  - 10月13日 仙台 仙台サンプラザホール
- THE CONSTRUKCTION OF LIGHT TOUR 2000（2000年）
  - 10月02日 東京トリビュート・トゥ・ザ・ラブ・ジェネレーション
  - 10月03日 横浜 神奈川県民ホール
  - 10月04日・5日・7日 東京 渋谷公会堂
  - 10月09日 名古屋 名古屋市公会堂
  - 10月10日 大阪 フェスティバルホール
  - 10月11日 福岡 メルパルクホール福岡
  - 10月13日 仙台 仙台イズミティ21大ホール
  - 10月15日・16日 東京 中野サンプラザ
- THE POWER TO BELIEVE JAPAN TOUR 2003（2003年）
  - 4月12日 松本 長野県松本文化会館
  - 4月13日 東京 昭和女子大学人見記念講堂
  - 4月15日・16日・17日 東京 東京厚生年金会館
  - 4月19日 福岡 メルパルクホール福岡
  - 4月20日 名古屋 愛知厚生年金会館
  - 4月21日 大阪 大阪厚生年金会館
- THE ELEMENTS OF KING CRIMSON TOUR in JAPAN 2015（2015年）
  - 12月07日・8日・9日・10日・16日・17日 東京 オーチャードホール
  - 12月12日・13日 大阪 フェスティバルホール
  - 12月19日 高松 サンポートホール高松
  - 12月21日 名古屋 名古屋国際会議場センチュリーホール
- UNCERTAIN TIMES JAPAN TOUR 2018（2018年）
  - 11月27日・28日・29日・30日・12月17日・18日・19日 東京 オーチャードホール
  - 12月02日 札幌 札幌文化芸術劇場 hitaru
  - 12月04日 仙台 仙台サンプラザホール
  - 12月07日 金沢 石川本多の森ホール
  - 12月09日・10日 大阪 グランキューブ
  - 12月12日 福岡 福岡サンパレス
  - 12月14日 広島 広島文化学園HBGホール
  - 12月21日 名古屋 名古屋国際会議場センチュリーホール
- MUSIC IS OUR FRIEND JAPAN 2021（2021年）
  - 11月27日・28日 東京 東京国際フォーラム ホールA
  - 11月30日 名古屋 名古屋市公会堂 大ホール
  - 12月02日・3日 大阪 フェスティバルホール
  - 12月05日 立川 立川ステージガーデン
  - 12月07日・8日 東京 オーチャードホール

## 備考補足
- グレッグ・レイク脱退後、所属事務所 EG はフリップが知らぬ内に新ボーカリスト探しを算段し、エルトン・ジョンを250ポンドのギャラで雇おうとしたがレコードを一聴したフリップにより却下された。
- 1970年に一時的にクリムゾンが活動停止していた時、イエスを脱退したピーター・バンクスの後任としてフリップはイエスへの参加を要請されたが、事務所の問題で実現しなかった。この時に交流ができた縁で、イエスのジョン・アンダーソンがキング・クリムゾンのサード・アルバム『リザード』の「ルーパート王子のめざめ」にボーカルでゲスト参加している。ジョン・アンダーソンによると、「ロバートにイエスに入らないかと言ったら、逆に、君こそキング・クリムゾンに入れよと言われた」とのこと。
- ブライアン・フェリーはゴードン・ハスケル脱退後のボーカリストのオーディションを受け、フリップに「キング・クリムゾンのボーカリストとしてはマッチしないが、惜しい人材」と評価され、後にロキシー・ミュージックがEG所属となるきっかけを得た。
- 1976年にキング・クリムゾン再起動に失敗し、リック・ウェイクマンとのトリオ結成を断念したウェットンとブルーフォードは、アラン・ホールズワース、エディー・ジョブソンとU.K.を結成する。ウェットンのインタビューによると、「フリップがバンドを解散したので、残ったリズム隊の2人がキング・クリムゾンのリズムのコンビネーションを維持し展開するために結成した」といった主旨のことをミュージック・ライフ誌に述べていた。
- 1990年代のキング・クリムゾンの正式結成直前に、フリップはデヴィッド・シルヴィアンとプロジェクト「シルヴィアン・アンド・フリップ」を組み、アルバムをリリースし、来日公演も行っている（この際、マイケル・ブルックと共にトレイ・ガンとパット・マステロットが参加している）。インタビューでは否定していたが、当初「デヴィッドが新しいクリムゾンのボーカリストとして参加する」と噂された。シルヴィアンはフリップに勧誘されたが拒否したとインタビューで述べている。また当初新ラインナップ構想に入っていたリック・マロッタについてはキング・クリムゾンのドラマーに適さなかったとフリップが採用を取りやめている。
- これとほぼ前後して、オリジナル・メンバーで再結成されたエマーソン・レイク・アンド・パーマーのCDボックスセットに、同メンバーの演奏による「21世紀のスキッツォイド・マン」が収録されていた（この曲は、1980年代初頭に、グレッグ・レイクがゲイリー・ムーアと共に行ったライブ・ツアーでも、「クリムゾン・キングの宮殿」と共に演奏された。この2曲のオリジナルは、キング・クリムゾンのファースト・アルバム『クリムゾン・キングの宮殿』に収録）。
- 1996年、元ジェネシスのギタリスト、スティーヴ・ハケットが来日した際のメンバーとしてマクドナルド、ウェットンが参加しており、第1期の曲から「クリムゾン・キングの宮殿」と「風に語りて」（共にファーストアルバム収録の曲）を演奏した。この様子は、『TOKYOテープス〜ジェネシス・リヴィジテッド・ライヴ1996』としてCD、ビデオなどで正式発売されており、その後DVD化もされている。
- 2001年、トゥールの前座としてツアーを行う。このツアーの最終日、「レッド」の演奏に、トゥールのドラマーであるダニー・ケアリーがゲスト参加した。
- 2002年、マクドナルドとジャイルズ兄弟が新バンド結成のために再集結、さらにメル・コリンズ、ジャッコ・ジャクスジクを加え、21stセンチュリー・スキッツォイド・バンドが結成された。フリップにも公認され、初期のクリムゾン・ナンバーを演奏してのライブ・ツアーをこなす。同年及び翌2003年の2回の来日公演も実現した。同バンドはキング・クリムゾンのアルバムの1作目から4作目までの曲をレパートリーの中心としていた。マイケル・ジャイルズは結成後1年足らずで脱退、代わってイアン・ウォーレスが参加し2006年まで活動した。しかし、2007年2月のウォーレス病死で活動再開のめどはたっていない。
- 2006年9月、スペインの自宅アパートでリハーサル中に心臓発作で急逝したボズ・バレル[43]は、生前クリムゾン時代を語ることを拒否し続けたと言われているがOB達との交友はあり、1980年にはシンフィールドのテレビ出演の際にマイケル・ジャイルズ、メル・コリンズ、ゲイリー・ブルッカーらと共に演奏している。
- 2011年、キング・クリムゾン・プロジェクト (King Crimson ProjeKct) としてアルバム『ア・スケアシティ・オブ・ミラクルズ』をリリース。フリップ自らが参加しているのが大きな特徴であり、他にコリンズとジャクスジクを正式メンバーとし、またレヴィンとハリソンがサポートで参加している。2013年、この5人にドラマー2人を追加したトリプル・ドラム編成での、キング・クリムゾン再始動が発表された。
- 2011年以降、ブリューのバンド「エイドリアン・ブリュー・パワー・トリオ」とレヴィンのバンド「スティックメン」(マステロットも参加)のメンバーが合流する形で6人編成の「クリムゾン・プロジェクト」(Crimson Projekct) として活動。この名称はロバート・フリップの命名によるとのこと。

### キング・クリムゾン事件
TOKYO FM出版は1995年（平成7年）10月25日に書籍『キング・クリムゾン』〈地球音楽ライブラリー〉を発行したが、キング・クリムゾンのメンバーに無断で発行したため、ロバート・フリップはパブリシティ権を侵害されたとして出版元のTOKYO FM出版を訴えた。これを「キング・クリムゾン事件」という。第1審ではフリップの勝訴となったが、控訴審ではTOKYO FM出版が逆転勝訴し、以後、記載内容の多くのミスが修正されないまま2007年（平成19年）にも再版されている。